# 神域のカンピオーネス
『神域のカンピオーネス』は、丈月城による日本のライトノベル。イラストはBUNBUNが担当。ダッシュエックス文庫（集英社）より2017年12月から2019年7月まで刊行された。「次のヒット作はこれだ！ 新作ラノベ総選挙2018」（ブックウォーカー）では10位を獲得している。
2018年8月にオーディオドラマ化が発表された。

## あらすじ
舞台は神話世界サンクチュアリと繋がり、異世界からの災厄に苛まれる世界。神話を改編し世界の崩壊を防ぐ役目を担う《神殺し》となった日本人の青年六波羅蓮は、相棒の女神ステラと共に神話世界を巡る戦いの中で、八咫烏の生まれ変わりである鳥羽梨於奈、異世界人で悲劇の予言者のカサンドラなどの心強い味方をつけていく。一方、地上世界の発展を嫌うアテナなどの幾柱かの神々は、神域の崩壊を利用して地球を滅ぼす計画を立てており、自らの神域を離れて様々な神話世界に終末をもたらそうとしていた。さらには別の世界から何人もの新たな《神殺し》が来訪しはじめ、蓮と仲間たちは迫り来る地球崩壊を回避するために激戦に身を投じていく。

## 登場人物
声はオーディオドラマ版より。

### 主要登場人物
六波羅 蓮（ろくはら れん）
声 - 福島潤
本作の主人公。東京の下町、葛飾区亀有出身の日本人。魔術結社《カンピオーネス》の工作員（エージェント）。身長178センチメートル、体重60キログラム台前半。年齢は19歳（もうすぐ20歳）。かなり脱色した髪のチャラい見た目と、苦手な敬語を使わない調子の良い軽い言動が特徴の大学生風な青年。外見は線の細い二枚目で、話し方にも少し気品があるのだが、「王子様」ではなく「王子さまっぽい」と評されるような間抜けさを持つ。
実家は江戸時代にはどこぞの藩の御典医をしていたなかなか由緒ある家系だが、両親は幼少期に事故死、育ててくれた祖母も17歳で亡くなって現在は天涯孤独であり、名門私立高校のスポーツ特待生をしながら遺された貯金・保険金・バイトで生計を立てていた。高校の卒業旅行で友人の料理人修行の付き添いとして観光ビザでスペインを訪れ、旅行中に女神アフロディーテ（ステラ）と出会い、彼女を追ってきたネメシス神を殺害して《神殺し》へ転生、同時に重傷を負ったステラの命を救うために神具もろともその血肉と魂を喰らい相棒となった。その後で結社からスカウトされ、長期滞在しやすいように学生ビザに切り替え、『サンクチュアリ』に乗りこんで神話の改編を行い、世界の崩壊を防ぐ役目を担うことになった。ただし、元が神の血を1000分の1滴すら受け継いでいないような凡人で、専門的な技術や魔術と神話の知識は一切持っていないため、神話世界に行くときには見識のある相談役が必要になる。
日本では亀有にある築30年、5階建てのマンションの1室を間借りしていたが、現在はすでに引き払っている。神殺しの優れた言語習得能力の恩恵で語学学校に通うための時間が不要なため、普段は仕事に備えて待機しているという名目で、もてあました時間を利用してスペインをふらふらしている。結社から与えられた立派な部屋は落ち着かなくて引き払い、居候していたジュリオの部屋を追い出されてからは、バレンシアにある留学生の多いワンルームの下宿に移り住んでいる。もともと金も力もないため家財は必要最小限で、居室にはミニマリストばりに極端に物がなく、仕事で物を壊すことも多いためしょっちゅう他人の物を借りている。また料理男子であり、自己流でイタリアン、フレンチ、和食、中華、韓国料理などを器用に作れる。
特待生目当てで中学高校とボクシングを続けていたおかげで身体能力はかなり高く、決闘やケンカならかなり強い方と自負している。得意技はカウンターパンチとアウトボクシングで、真剣勝負を知るカサンドラに「ほとんどのトロイア戦士をしのぐ」と評され、人類最高峰クラスの武芸者には遠く及ばないまでも、鷹化の見立てでは「まじめに拳闘一本に打ち込めば才能だけで日本王者くらいとれる」ほどらしい。子供時代は人が体を動かすのを真似したくなる癖があり、動きの俊敏さに目をかけられて格闘技だけでなくスケボーやダンスなどの技術を幼少期より色々な人から伝授されてきた。ただ、自分流でやりたくなってしまうという悪癖があるため、天賦の才を認めた白蓮王にも初手から教えを忠実に守らないだろうと弟子入りを渋られている。ただ、本人としては戦いでは動きの上手い下手より『勝つか負けるか』が重要だと考えている。また、名門女子校で教鞭を振るっていた厳しい祖母の教えで暴力による解決は極力避けようとするが、いざとなれば倫理規範すら棚上げして降りかかる火の粉を全力で払いのけるという、したたかで我の強い側面を持ち合わせる。
おたく趣味への造詣はそこそこある割に、人格の基礎部分は非オタである。オタ知識が中途半端なので、梨於奈が例えに出すサブカルチャーの話題にもついていけないことがある。一方で同人誌原稿の手伝いをした経験もあることから漫画を描く特技があり、クリスタの扱いに関しては『教えることはもう何もない』と言われるほどの技術を持つ。
要領のよさと調子のよさを遺憾なく発揮して、赤の他人とすぐ友達になり、気やすく“おねだり”して物を借りたりもらったりする特技を持つ。良くも悪くも警戒心を刺激しない脳天気な人柄であり、その性格から国籍性別を問わず友人が多く、場の空気を気にしないお気楽さで相手の好悪に関わらず臆さず距離を詰めようとする。この姿勢のためか、他人から向けられる好意については非常に敏感で、その手の直感は外れたことがない。加えて神と共生しているという特殊性もあって神々からも闘争心を抱かれないため、余程勘のいい相手でもない限り対峙しても神殺しだと看破されないという、他の“同族”にはない特質が備わっている。茶目っ気と人なつこさにあふれ、狂気の類も一切感じさせず、人格の裏も表も隠さず、あけっぴろげにさらけ出しているが、調子よくしたたかなところから、護堂曰く「状況次第で敵になったり味方になったり、要領よくやられそうで、100%信用できる気があまりしない」。
異様にマメなコミュ力のために女性からもかなりモテるので、本気・浮気・行きずり・恋人未満友達以上など、とにかくいろいろ女性とのおつきあいを経験していて、梨於奈からは「主人公ポジションにあるまじきチャラ男属性」と評される。ちなみに幼稚園の時に初めての彼女ができ、小学校6年生の時には既に深くおつきあいする相手がいた。だが、高三のときに人妻相手に据え膳をいただいて痛い目を見てからは、束縛するのもされるのも嫌いな性分もあって本気のおつきあい以外は自粛している。女性の性格や容姿は気にならず、女性遍歴の末にどれだけ自分に『本気』の気持ちを向けてくれているか、すなわち愛が重要だという結論に達しており、異様に粘着するストーカー女が相手でもそれほど気にはしない。梨於奈から「フリーダムすぎる」と評される交友関係の広さからか、ゲイやレズビアン、形だけの偽装結婚にも非常に寛容。宴の席で女子の視線を集めていたため、他人の視線にはかなり敏感。
地球の崩壊を食いとめる過程でギリシア、北欧、日本、印欧祖語の神話世界で戦いを繰り広げ、世界を滅ぼそうとする神々や神殺しと対決する。“終末の女神”と化したアテナによる滅びを事前に止めることはできなかったが、仲間たちやアイーシャ、そして『歴史の修正力』にも助けられ、《因果応報》を使えなくなるという多大な代償を払いながらもユニバース492の終末をリセットし、元凶であったアテナを打ち破った。
次作『ロード・オブ・レムルズ』でも、主要人物として登場。ヒューペルボレアに戻り、『享楽の都』のコンセプトを決めて建国した真の王であるが、いまだに《因果応報》を使えないなどの事情から表の顔をカサンドラに任せ、自らは『忍びの者』として情報収集に回っている。その過程で、サルバトーレ・ドニとは飲み友達に、鷹化とも友人になっている。建国当初は開業したビストロのイケメンオーナーシェフとして地球の料理技術を手際よく教えこんでおり、不足しはじめた労働力を『屍者の都』のゾンビくんで補うため、厩戸皇子からの交換条件でアイーシャの捕縛を依頼されている。《ユニバース966》からヒューペルボレアに現れた救世の勇者物部雪希乃に正体を隠して接触し、彼女の力量を図るために監視を行いつつ、陰ながら権能でサポートを行う。『なれはての砂漠』におけるアレクとの戦闘終盤、土壇場で遂に《因果応報》を再使用できるようになり、戦いに勝利する。
所有する権能は《ネメシスの因果応報》、《友達の輪》、《翼の契約》、《時間凍結の魔眼》の4つ。戦闘では回避と逃走を最優先に、ボクシングで鍛えたフットワークと動体視力、天性のリズム感と機敏さ、ネメシスの権能の恩恵による俊足、脊髄反射で最適解を見つける直感力を武器とするタイプ。ちまちました心理戦は苦手で、追い詰められるといちばん思い切りのよい方法を選んで状況を打開しようとする。加えて、《サンクチュアリ・ヒューペルボレア》で『冥府帰り』を経たことで力が増している。一方で、盾のように足を止めて使う道具とは相性が悪く、機動力を封じられると因果応報のストックをできる限り放出しつづけて、『攻撃は最大の防御』で持ちこたえるしかなくなる。《因果応報》なしでは攻撃力がそれほど高くないのも弱点で、これを封じられると打撃力・決定力ともに激減してしまう。また、分身と言えるステラと梨於奈との3者間で、霊的連結を利用したやりとりを行うこともできる。ただ、神から奪いとった権能はあくまで他人様のものであり、反則同然に横取りしただけで苦労して身につけたものではないという考えから、特技だとは思っていない。

ステラ
声 - 稗田寧々
蓮の相棒である傾国の美貌の少女。顔立ちは12、3歳と幼いながらも、メリハリのあるトランジスタ・グラマーなプロポーションを持つが、現在は身長30センチメートルほどの人形サイズの『蓮の分身』として顕現する。口は悪いがへたれな性格で、隠し事が苦手。なおかつ神経質な性格でもあり、ゴキブリが大嫌い。
その正体はギリシア神話でオリュンポス十二神の1柱とされた美と愛の女神アフロディーテ。現在の呼び名は金星（ヴィーナス）の別名「海の星（マリス・ステラ）」に由来する。ギリシア神話ではキュプロス島出身でゼウスの養女とされているが、元々は海と大地に深い縁を持つオリエントの大地母神、つまり外国から輸入された“外なる神”である。
あらゆる男（ときに女も）を魅了し、虜にしてきた美貌と愛嬌を持つ、ある意味で『女』として究極に至った存在であり、本来であれば愛のパワーを振りまいて世界中の人類を虜に出来る権能を持つ。恋愛に関してはかなりの猛者で、恋の駆け引き、愛憎うずまくだまし合いもお手のものなので、性格の悪い相手との心理戦においては蓮の頼もしい相談役となる。また、泡から生まれた海の申し子であることからイルカなどを随獣として使役できる。
古今東西の女神界でも屈指の遊び人で、明らかに面食いの傾向がある。既婚者だが本人は離婚済みと主張し、自身の結婚歴や男性遍歴の話題になるととぼけて話を逸らそうとする。超然とした神々しさなどとは無縁で、欲望・煩悩に忠実。かなり癖の強い性格なので相性が悪い相手も多く、同郷の神々でも無条件で力を貸してくれるのは友人のアポロンと浮気相手のアーレスぐらいしか居ない。その中でもストイックなアテナとは非常に仲が悪く、ライバルと呼べる関係である。
トロイア戦争ではトロイア側に付き、前日譚でヘラやアテナと美しさを争った際に自分を選んだ審判役のパリス王子には『見返り』として「世界一の美女の妻」を与えたほか、王族の浮気相手との間に隠し子をもうけているが、10年続くいくさに嫌気がさして聖域を離れ地上にさまよい出ていた。この時にスペインで蓮と出会い、追手のネメシスから逃れるために神具《友愛の帯》を彼の体内に隠していた。しかしネメシスに重傷を負わされ、苦肉の策で蓮に魂と権能を一体化することとなり、その影響で現在は体が縮み、さらにど根性じるしのカエルとTシャツのように分離することができなくなってしまう。その気になれば身長160センチメートル弱まで『巨大化』できるが、この状態は長続きせず、しかもミニマム女神に回帰すると即座に寝入ってしまうほどに疲労困憊する。
「本気になったら銀座にお店を持つくらい余裕」と評される手管は健在で、加えて多くの男から貢ぎ物をもらった経験から目が肥えており、品物の謂れをある程度判別する眼力を有している。同化の影響で蓮とはお互いの居場所がなんとなく把握できるが、彼が負傷したときには自分もその苦痛の一部を感じるようにもなっている。神秘の力も衰えて本来の力の多くを使用不能で、単独では友愛の権能すら発動させられず、大地母神の魔物としての姿を取ることもできないほどに弱体化しているが、短距離を瞬間移動したり、蓮と同化して姿を消したりできる。荒事は苦手で、普段は半神の術も防げず神が相手では簡単に捕まってしまう程度の力しかないので、戦闘には参加せず主に交渉や説得で活躍する。単独行動もできるが、蓮から距離が離れすぎると同化して隠れることもできなくなるので、安全のためにもできる限り側から離れないでほしいと思われている。
旅の間も美の女神に女神にふさわしい宿場を要求するため、荒野のあばら家しかなかったミズガルドのど田舎では精神的な限界を感じていた。また、海と大地の女神なので、バレンシアのような古き世の遺産を守ろうとする気概がそこそこある都市なら兎も角、摩天楼がひしめき、大地はコンクリートで覆われ、大気と水の汚染が深刻な東京はミズガルドより評価が低く、「人間どもの欲望を体現しただけの退廃しきった都」とひどく嫌っており、アテナたちのように『だから滅びればいい』とは思わないまでも、壊滅したとしても残念がりはしない。
同郷の神々からは蓮を「新しい愛人」とからかわれ、その度に必死になって否定し馬か荷車のように扱うが、なんだかんだで彼には甘く、時には彼を誘惑することもあり、彼に近づく女性たちに敵意を見せることも多い。また、美形で気が利く陸鷹化のこともお気に入り。養父の血を引くカサンドラのことは侍女として扱い、身の回りの世話や蓮と離れた時の移動を手伝わせる。梨於奈のことは「鳥娘」と呼んでおり、勝手に蓮の婚約者になったことに文句を付け、自分を人形扱いして無礼な態度をとる雪希乃は「うざ娘」と嫌っている。
『ロード・オブ・レムルズ』では『享楽の都』のコンセプトの立案者の一人として、人間の欲望をターゲットにする都市設定を提案した。また、ヒューペルボレアにきらびやかな衣装や宝飾品、化粧道具、鏡、髪結いといった美容関係の知識を伝えた。

鳥羽 梨於奈（とば りおな）
声 - 大久保瑠美
神祇院の顧問官を務める17歳の少女。身長160センチメートル。ウエーブした美しい長髪に際立った美貌、スレンダーだが女性らしい凹凸もあるモデル体型。賀茂氏の末裔にあたる鳥羽宗家の若長で、安倍晴明の再来と謳われる日本最高峰の陰陽師。13歳で母から家督を継ぎ、『器の差』を見せつけることで一門のうるさい長老は懐柔して飼い慣らしている。実家は奈良県葛城市の大地主で、仕事と学業の両立に便利な京都の名門女子校に通う。サンクチュアリ・トロイアの一件で蓮と知り合い、彼を「ご主人さま」として事件の解決に乗り出すことになる。
冷静沈着かつ頭脳明晰だがやや性格と口が悪く、「他人を振り回す女王様」を自負するなど結構「いい性格」をしているが、意外におっちょこちょいなところもある。いかなる時でも食べる専門で、料理はしない。好物は鶏肉。父の真偽あやしい歴史うんちくの副業をしばしば手伝っているため、世界各地の神話や伝承に詳しい。マンガなどのオタ知識も豊富であり、70年代から近年まで国内外の幅広いサブカルチャーの知識を持っている。
天照大神に命じられて神武天皇を導いた神・賀茂建角身命が化身した霊鳥である『日之精』《八咫烏》の生まれ変わり（ユニバース966風に言うところの《神裔》）で、その本性は翼長20メートルを超える3本足の『金翅鳥』、即ち“火の鳥”である。能力を解放することで両目がサファイアのごとく青く輝く。天使の同族といえる人よりも神に近い存在であり、能力を完全解放した状態のフルパワーは半神クラスに匹敵するとされ、一流魔術師の10倍以上、神殺しと比べても4割相当という破格の力量は従属神クラスなら単独で相手に出来るほど。『太陽の精霊』として焰と光を自在に操る能力を有しており、紅蓮の焰を放ち対象を自身の意思で選択して燃やし分け、不死を象徴する命の源である太陽の霊気で冥府の存在や瘴気を浄化することができる。亜音速で飛翔できるだけでなく、《飛ぶものたち》の女王という性質から、銃弾やヘリコプターに至るまで「空を往く全ての物」を式神として自在に操ることも可能。さらに《飛翔術》や青いツバメへの変身による飛行、《禍祓い》による都市レベルでの解呪、《通訳術》を使った現地人との意思疎通、式神を使った周辺の偵察と《念写》による地図作製、霊体でできた目に見えない式神《十二神将》を使役した土木作業に至るまで幅広く活躍し、安倍晴明が行なったという死人を甦らせる陰陽道の秘儀《反魂の法》すらも習得している。物品を霊符に収納する術を使えるため、蓮が神々などから借りた道具を渡されていることも多い。
ただし、本来の力を発揮し最秘奥レベルの呪法を行使できるのは「主」を先導する時のみという制限があり、何かしらの大きな責務や宿命のような“格”を背負った人物しか主にすることが出来ない。一人ではポテンシャルを全て解放できない関係で他人とのかかわりがどうしても必要であり、実力でかなわない同業者や既得権益を持つ老人のような老害の見本から『政治力・多数決・組織の論理』を盾にして行動に制限をかけられるため、人間関係で少なからぬストレスを抱えている。加えて、転移などの魔術は専門外で使えず、太陽の天敵となる権能や、より強い光の力は弱点となる。生駒山の精霊たちの大ボス格でもあることから、帰省すると彼らが騒ぎ出し、霊感の強い人間が不安になるなどの影響も出る。
また、古い日本の神霊が本性なので、海外移住など日本との地縁や霊縁を自ら断つような行為を行うとアイデンティティに悪影響が及び、精神的な不安定さや体調不良、霊力低下に繋がる恐れがある。この結びつきの影響なのか地元愛が強く、故郷が古都として謂れのない差別を受けていると感じており、奈良県に停車しない東海道新幹線を嫌い、日本人（特に関東の人間）は京都だけが古都だと考えている節があると忸怩たる思いを抱いている。
2巻からは蓮と《翼の契約》を結んで眷属になったことによりレベルアップし、操る焰が青白くなって火力と浄化の霊験が高まっており、わざわざ許可を得なくとも全能力を解き放てるようになっている。さらに秘術として、『太陽のエネルギー』を凝集して焰の精霊として顕現させた《十二神将》と共に、陽光を13本のレーザー砲撃のように撃ち出す大法《金鵄之大祓（きんしのおおはらえ）》を使うことができるようになった。
さらに、『サンクチュアリ・ヒューペルボレア』訪問時、神域の情報を聞き出すために白蓮王の直弟子にならざるを得ない状況となり、「人中の鳳凰になる雛鳥」というほどの少々「度が過ぎる」才能と、それにふさわしい聡明さを見込まれ、《禁術》であらゆる能力を封じられて孤島に監禁され滝行を課される羽目になる。その成果として、アテナの呪縛によって全ての呪力・霊力を封じられて蓮と『奈落の底』へ落とされた極限状態で、あらゆる智と想念から自在である空の境地に達し、《金鵄之大祓》の流電を八咫烏に化身して十二神将を顕現させることなく人身のまま簡易的に繰り出すなど、生身のまま八咫烏の神力を使えるようになり、さらには意識を失い倒れた蓮の代理でステラを呼び出せるようにもなった。
一方で恋愛方面の知見は思春期前の小学生並みに幼く、ステラから「乙女として情けないにも程がある」と人格否定されるほど男女の機微に鈍感で、蓮とカサンドラが恋人の関係になってからもしばらくの間、決定的な場面を目撃するまで隠れていちゃついていたのにもまったく気付かなかった。当初は蓮への好感度はかなり低かったが、トロイア戦争を経て評価を見直し、軽妙かつ大胆なところには好感を持つようになる。さらに権能の契約によって精神的な繋がりが生じ、サンクチュアリ・ミズガルドにてトールから貰った情熱爆発の効果がある霊薬《情熱の蜂蜜酒》に後押しされ、一気に好感が高まって異性として認識するようになる。ジュリオから「蓮と政略結婚し魔王の『王妃』になって強力な発言権を得て、代わりにカンピオーネスの仕事に協力する」という取引を持ちかけられ、事態が解決するまでのレンタル移籍という名目で協力関係となり、正式に『婚約者』ということになった。幼い頃から男の子に厳しい女王さま気質だったことを知る家族や知人からは、蓮と婚約したことを知らせる度に愕然とされる。また、元々は神経質で1人でないと寝られないタイプだったが、契約の副作用で夜中に無意識のうちに蓮を求めて夜襲をしかける癖がついてしまい、蓮を好きになるのが怖くなって副作用を自重する努力をしていた。しかし、アテナとの戦いで瀕死になった蓮を禁呪《反魂》でステュクス川から呼び戻した際、彼に対し“本気の愛”に酷似した感情を抱きつつあることを告白する。
『ロード・オブ・レムルズ』では『享楽の都』で建物の新築、道路工事、移民の誘致と受け入れなどを取り仕切っていたが、幽体離脱の術で師匠と護堂の会合を盗み見していたのがバレて、自身の成長を聞きつけた師匠から破呪の修行と称して呪詛をかけられ、天威変化の術によってアオカケスに姿を変えられたまま火の鳥への変身はおろか人間の姿にすら戻れなくなっている。『享楽の都』に現れた雪希乃に力を貸してリチャード獅子心王を倒し、聖王テオドリックを撃退したことで、彼女に懐かれ「お姉さま」と慕われるようになる。そこで、雪希乃の旅の目的である『魔王殲滅』を利用して、征服欲が強すぎる神殺したちを打倒しようと考える。10ヶ月間も術を解くことができず、小鳥の姿に引きずられて人間としての自我や人格が崩壊しかけたが、自らの魂を人である雪希乃の魂と和合し同調と共鳴をうながすことで強固な自我を得て遂に本地を取り戻し、姿形に関係なく好きなように術と力を使いこなせるようになる。

カサンドラ
声 - 諏訪彩花
トロイアの王女にして、《サンクチュアリ・トロイア》出身の異世界人。ゼウスに連なる神の末裔であり、外見は銀髪の美少女だが年齢はおよそ150歳。神聖な血統の名残か微妙に耳がとがっており、成熟しきった体つきとは対象的な薄幸そうであどけない美貌を持つ。太陽神アポロンから美しさを認められ、地上の巫女として優れた予知の霊力を授けられたが、愛人の誘いを断ったことで「地上の誰も自身の予知を信用しない」という呪いをかけられた悲劇の予言者として知られている。王室育ちにしては鷹揚かつ柔軟なところがあり、純粋無垢にして天真爛漫な性格だが、予知の具現化を自分の行動で防ごうとする勇敢で芯の強い一面を持つ。
アポロン神の呪いは非常に強力で、呪いの詳細を知っていても常人では抗うことができない。予言を聞くと嫌悪や不快感を覚える上、その感情を無視しようとすると予知の内容まで意識から外れてしまう。ただし予知ではない単なる助言や啓示なら呪いの効果は及ばず、神々か、あるいは霊格の高い神殺しやそれに匹敵する厩戸皇子クラスの実力があれば無効化できる。また、予知した出来事が発生した後で内容に言及した場合も呪いは発動しない。なお、不吉な予言ばかりするせいで、民からは嫌われていたという。後にアポロンが死亡し、『冥府帰り』に成功して力が増したことで呪いは完全に解けた。
神に見初められるほどに優れた巫女の才能を持つ異能者で、高い霊感に基づく啓示や言語習得などの力を持つため、異邦の呪術であっても一目でその効果を見てとれる。巫女だった頃に占術も習得している。加えて、神殺しには及ばないものの、きわめて強力な魔術への耐性を備えている。
華奢な見た目とは裏腹に、神の血を引く英雄一族だけあって、神がかった格闘センスと驚異の身体能力、あらゆる武芸に通暁できる素養の持ち主で、ちょっと観ただけの技でも即座に使いこなす。武芸で神話の戦いに介入できるだけの実力はないが、人間を握りつぶせる大きさがある北欧の《巨人》を一撃で倒すほどの弓矢の使い手であり、地上の呪術師程度なら見様見真似のキックボクシングで容易く悶絶させられる。騎馬民族の出身なので鐙のない裸馬も器用に乗りこなすだけでなく、乗り物の扱いも上手で、戦車を兄から借りて操縦した経験があり、海辺育ちなので操船も得意、地球を訪れた時には《ヘルメスの羽根》で乗用車の運転を学び、短時間で見事な車体のコントロールを身につけている。五感も鋭く、昼間でも星が見え、夜の暗闇も見通すなど、すさまじく視力がいい。また、兄ヘクトールから星の見え方を元に方角や現在位置を把握する技能を伝授されている。
さらに、後述の冥府帰りを経験したことで以前より力が増し、芙実花と同じ霊媒能力や、一方通行ながら蓮へテレパシーで予知の内容を伝える能力にも目覚めた。これにより、アテナとの最終決戦では召喚したヘクトールの加護を受け、本来は至高の格を持つ鋼の英雄しか使えないはずの究極の神具《救世の神槍》を、一時的とはいえ扱うことに成功している。
ヘクトールの敵を取るためアキレウスに戦いを挑み、敗れて陵辱されかけたところを蓮たちに救出された。兄にどことなく雰囲気が似た蓮に好感を抱き、彼らに協力しつつトロイア崩壊の運命を変えようと奔走する。正しい神話ではトロイア陥落時に小アイアスに犯され、敵将アガメムノンの奴隷となって非業の死を遂げるはずだったが、神話が改編されたことで運命が変わり生き残る。
サンクチュアリ・トロイアが無事に滅びを免れた時、蓮たちが「神をも殺す魔狼の王」と対決する運命にあることを幻視し、恩返しのために王宮の宝物庫から拝借した神具《ヘルメスの羽根》を使い、彼らに先んじてサンクチュアリ・ミズガルドへ向かっていた。ラグナロク回避後はちゃっかり蓮たちと一緒に地上世界についてきて地上世界を見たいと希望し、現代文明に驚きながらバレンシアや日本を観光案内してもらう。しかし、蓮たちとイザナミの戦いの最後に、ヒューペルボレアを探すアポロンによって誘拐されてしまい、彼に連れ回された末に『サンクチュアリ・ヒューペルボレア』の冥府で命を落とす。だが、特殊な状況の中で善行をしていたおかげで《ネメシスの因果応報》により蘇生し、その際、命がけで自分を甦らせてくれた蓮に秘めていた好意を伝え、より親密な恋人同士の関係となった。ちなみに、梨於奈が恋愛感情に目覚めるまであと数十年はかかると高を括っていたので、彼女が蓮に告白したのを知った時はかなり失礼な驚き方をしてしまった。
『ロード・オブ・レムルズ』では王族としての見識とアイドル性の高さから、“顔出しするトップ”として『享楽の都』の女王の地位についている。さらに、将軍としてもおそろしく有能なので、軍事の総責任者も担当している。梨央奈が鳥になっているうちに蓮との関係を深めており、旅の中で恋人と雪希乃が男女の仲になるのではないかと危惧している。

ジュリオ・セザール・ブランデッリ
魔術結社《カンピオーネス》の現総帥にして、蓮の親友。《大騎士》の位階を持つ上位魔術師で、かつてカンピオーネスと呼ばれた《神殺し》チェーザレ・ブランデッリの子孫、つまり草薙護堂とエリカ・ブランデッリの息子レオナルドの末裔である。年齢は20歳前後、黒髪黒目で知的なラテン美男子。
知性とエレガントな気品、男の色気を併せ持ち、魔術師としても組織の長としても優秀なのだが、男女の情緒の面ではかなり残念な変人で、恋心・女心は専門外。悪巧みが得意。神経質な性格であり、居候の身でありながら自宅へ他人を招いて勝手に宴会を繰り返す蓮に腹を立て、家から追い出したことがある。遺跡や歴史的な建造物の鑑賞が好き。明治時代から清秋院家と付き合いがあり、日本についてはかなり詳しい。
理論派ではあるが、人間の浅知恵で神殺しの制御はできないと実感しているため、臨機応変に帳尻を合わせるために才気を使うべく、最終判断は感覚派の蓮に丸投げする。家訓の「あせらず、腐らず、状況の変化に気を配ること」に従い、思わぬところで人間の力が必要になった場合に備え、後方で待機していることが多く、地上で蓮が強敵と戦う場合は儀式で《白き女王》の力を借りる、《空間歪曲》を介した『超自然的ルート』で出入国した際、地球上の身分証明を持たない“異世界人”が国家間を移動する際などに、結社の影響力を使ってめんどうな諸手続きをかたづける、といったサポートに徹している。個人の実力でも、ブランデッリ家の当主が代々受け継ぐ「幅広の長剣（ブロードソード）」型の魔剣《クオレ・ディ・レオーネ》を振るい、黄泉醜女クラスの敵であれば一瞬で仕留められる。ただし、総帥として現世で果たすべき仕事が山ほどあるため、神話世界に同行することは少ない。
家系のルーツはイタリアだが、現在はスペインのバレンシアを拠点に《破滅予知の時計》を管理しながら、各地で発生するサンクチュアリの解決のため蓮を派遣している。最初の神殺しを成し遂げた後の蓮と妙な巡り合わせで知り合い、次々と発生する空間歪曲の謎を解き明かすための探索行の最中、因果応報の権能の暴走時に辿り着いた未来で蓮と共に“世界の終わり”を見る。地球崩壊を避けるために、できる限りのことを全てやるつもりでいる。その一環で蓮の優れたパートナーとして梨於奈に目を付けており、彼女を日本籍に留めたまま自分たちに協力してもらえるように、彼との政略結婚を勧めている。神祇院を説得するために来日した時にはサンクチュアリ・黄泉比良坂の事件に巻き込まれ、神域からあふれ出す屍鬼たちの対処を手伝った。
幼少期、並行世界から時間を超えて来訪した先祖の護堂に直接会ったことがある。
『ロード・オブ・レムルズ』では『享楽の都』の宰相として、王国の政治と経済を取りしきる。

鳥羽 芙実花（とば ふみか）
梨於奈の妹。黒髪を肩まで伸ばした15歳の中学3年生。極度の人見知り、いわゆるコミュ障であり、同時に文化的退廃と爛熟をなにより愛する腐の乙女。母や姉ゆずりの美貌の持ち主。運動不足でついた肉を腐女子のたしなみで始めたロードバイクで落とした結果、体つきは15歳とは思えないほどグラマラス。
《玉依媛命（たまよりひめのみこと）》と呼ばれる賀茂氏ゆかりの特殊な霊媒能力者。ときに女神、ときに神の血を引く王族の名前としてしばしば神話上に現れてきた呼称であり、その系譜を受け継ぐ芙実花は自らを依り代にして神霊をその身に宿すことができ、しばらくの間なら亡霊を身中に取りこみ、生ある者の心と体で黄泉の女王からの支配からも守ることも可能。日常生活に支障が出ないよう、監督役の姉からほどほどに修行を積まされており、憑依能力をコントロールする程度の実力はあるが、アニメや宝塚の動画鑑賞で寝不足になると体力が落ちて雑霊に取り憑かれてしまう。
臆病でメンタルが弱いうえ、煩悩と現代社会の申し子なので、生活様式が原始的な神話世界ではストレスを抱えがち。神祇院で仕事をすることもあるが、母親に報酬を止められているので金銭的な余裕はあまりない。危険な仕事を嫌がって一度は《カンピオーネス》からのスカウトを断るが、「図書研究費」で『薄い本』を買えると知ると、一変して移籍に乗り気になる。
スペインから帰国した恋愛の素質ゼロの姉から将来の義兄となる蓮を紹介され、「もうすぐ地球最後の日が到来しちゃう」と愕然としたが、その日の夜に走り屋の悪霊に取り憑かれたところを彼に救われる。地球へ侵攻したイザナミの対処を前線でする羽目になり、協力者となった奈良亡霊軍団のお世話を任される。イザナミ撃破後は現世に残った厩戸皇子の世話役としてヨーロッパに向かうことになり、『サンクチュアリ・ヒューペルボレア』では白蓮王に弟子入りする羽目になった姉に代わり蓮のサポートに努めた。だが、アポロンとの戦いの後は姉の身代わりに白蓮王に弟子入りさせられ、全ての礎となる魂魄の力、気力、胆力が軟弱であることが最大の弱点だということで、羅濠からはいたずらに術を仕込むよりも、心身をいじめ抜く鍛錬で根性を振りしぼらせるのが最適だとして、姉と同じく滝行を課せられた。しばらくして厩戸皇子からヒューペルボレアの旅の脇侍を任せたいと申し付けられ、また、『ドラゴンボール』の餃子よろしくアテナとの決戦では戦力外になることが予測されたため、地球には戻らず英雄界に残って皇子の旅の供をすることになる。
『ロード・オブ・レムルズ』では、『冥府帰り』で力が増しており、『死人の島』で自分を襲ってきた生ける亡者から秘宝《黒き死の珠》と《白き死の珠》を奪い、『土』から人造ゾンビ『屍者』（通称・ゾンビくん）を創り出し労働力に用いることが可能となる。厩戸皇子が新大陸に築いた『屍者の都』で巫女となり、欲望のままに現代的なインフラの整備や娯楽の発展、BL同人誌の出版を進め、“貴腐の巫女”として尊敬を集める。これらの偉業を成し遂げて自信がついたのか、ヘタレさはなりをひそめ、姉に対しても臆さない態度を示せるようになった。居候生活に飽きてきたドニと共に《クシャーナギ・ゴードー》の謎を追う過程で、『群狼の天幕』をひきいるヴォバンに狙われてしまう。

厩戸皇子（うまやどのおうじ）
《聖徳太子》の諡号で有名な大和国の皇族。1400年以上前に生きた日出ずる処の皇子にして、救世観世音菩薩の生まれ変わりと言われ、俗人でありながら仏道に深く帰依し、法華義疏などの経典への注釈書を残した伝説の聖人。旧1万円札の肖像とは似ても似つかぬ、弥勒菩薩を思わせる中性的でひどく繊細な顔立ちの儚げな美青年で、黄丹の袍と冠をまとい、白い細袴を身につけて、腰に直刀と鞘をつるす。
「2000年にひとり生まれるか否かの英才」を自称するなど、聖なる徳にあふれた貴人にしてはかなり高飛車かつ自信家な性格で、意外と面白路線な人柄。“天才的頭脳がゆきすぎて、周囲に頓着しない”という一面があり、何かに興味を持つと同行者を放置して思案にふけることが多い。覇気があり、博識で英邁、若くしてひとかどの人物となった自信家で、敵も多い、と梨於奈と共通点が多い。
『獣』を神と崇めるトーテム信仰の名残としてユーラシア大陸の東西に存在する、「英雄王や聖者が家畜小屋で生まれる」伝承を持つ、イエス、朱蒙、デュオニュソスなどと同じ“選ばれし人”。一度に10人の声を聴けた『豊聡耳』、『未然を知ろしめす者』と言われる未来予知者としての霊感、神馬に乗って空を飛んだという非現実的な言い伝えは全て実話であり、死後もそれらの能力を使うことができる。現代世界での知名度がケタちがいに高く、役行者より『霊としての格』が遥かに上な影響で、亡者でありながら霊媒の力を借りずにしっかり発声できる。生前は蘇我氏と組んで賀茂氏の前身であった仏教排斥派の物部氏と戦い、仏に戦勝を祈願し物部氏を討ち滅ぼしたことで四天王寺を建立しており、その縁から四天王に祈念して姿を拝借した《護法童子》（=式神）を4体招来することもできる。四天王には太陽の輝きを降臨させて闇を払うこともでき、梨於奈に貸した際には《金鵄之大祓》を一緒に発動した。薬王菩薩と薬上菩薩の功徳で疫神の毒粉を無効化する術や、亡者を浄化する術も使える。《瞬間移動》すら可能だが、周囲を驚かせるので滅多にやらない。日本との霊縁が非常に深いので、外国では『表』に出てくることができなくなるが、芙実花に取り憑いて体を動かすことくらいならできる。
イザナミの影響で日本の死者たちが活発になったことにより、ステラが発動させた《友達の輪》に呼ばれて芙実花に憑依し、奈良亡霊（OB）軍団の1人として大阪から撤退する一行を生駒山へ導く。自分や役小角、菅原道真のような徳と霊威にすぐれる人材を、大和国が他国より多く輩出していることを現世の者どもに知らしめたいと願っており、地元愛が強い梨於奈とは過去の遺恨を忘れて意気投合する。イザナミとの再戦では、梨於奈に護法童子を貸し与える。
イザナミの撃破後も現世にとどまり、生前から興味のあった海外旅行の機会を得るため、芙実花の助言役としてヨーロッパに同行する。サンクチュアリ・ヒューペルボレアでは冥府に入ったことで実体化できるようになり、修行で不在の梨於奈に代わってアポロンと蓮の戦いをサポートした。現地で出会った羅濠とは、共に天下無双を誇ってよい英傑同士だからなのか、出会って間もなく『肝胆相照らす』ように親しくなっている。そして『冥府帰り』を果たしたことで魂魄に精気が満ち、依り代なしで実体化して動き回れるようになり、国や宮廷といった生前の柵も無くなったことで自由に英雄界を旅したいと考え、嫌がる芙実花を脇侍として連れて行くために、蓮たちを先に地上へ帰還させることで自分を頼るように仕向けた。
『ロード・オブ・レムルズ』では旅路の果てに至った新大陸にて、『屍者』を兵士や人足とした『屍者の都』を築き、芙実花を巫女とし、自らは現人神として君臨する。また、ヒューペルボレアに来訪したドニを言葉巧みに乗せ、侵略者に対する用心棒として逗留させている。空間歪曲の拡大についても問題視しており、1000人のゾンビくんと引き換えに元凶であるアイーシャを無理やりにでも拘束するよう蓮に依頼を出している。

### サンクチュアリ・トロイア

#### オリュンポス
ゼウス
ギリシア神話の最高神。オリュンポス十二神の1柱にして神々の帝王。髭面で豊かな巻き毛をした壮年の男。印欧祖語で「天空」を意味する神名を持つ《嵐の神》で、行使する雷霆ケラウノスはオリュンポス山の一角を崩壊させられるほどの威力を持つ。その他にも叡智（メティス）や変身などの様々な職能と権能を手にする強力な神。王権を示す宝石を埋め込んだ木製の王杖を所持する。
トロイア戦争自体には中立の立場だが、そもそも戦争の発端が人間を減らそうという自身の企みによるもので、両陣営に平等に加護を与えることで戦争を長引かせ、より多くの死者を出そうと画策していた。
心が荒ぶるだけで風雨の精を呼び寄せ、嵐を起こす。そのため神域で発生した暴風雨が空間歪曲を超えて関西地方を襲い、多くの被害を出すという事態になった。
オリュンポスに乗り込んだ蓮と戦い、老練な戦術で痛打を与えるも、再現された小アイアスの剣技で王杖を破壊され逃走を許してしまう。トロイア戦争最終盤では蓮を結界に隔離して排除しようと考えたが、《友達の輪》による交渉で蓮に神罰を命がけでオリュンポスへ跳ね返し神々を道連れにすると脅され、彼が自分の代わりにギリシア連合に天罰を下すことを条件に渋々手を引いた。
アテナ
オリュンポス十二神の1柱で、輝く瞳の姫神と称えられる智慧と闘争の女神。アテナイの守護女神にしてゼウスの娘の1柱で、父の頭から生まれたとされる。月の輝きに似た銀髪と、瑪瑙のような闇色の瞳が特徴の13、4歳の少女。濃い緑色のローブをまとって白銀の細工物で『牙をむく蛇』を模した錫杖を手にし、天馬ペガサスが牽く馬車に乗る。
常に誰よりも賢く、智謀と機略で他を圧倒する智慧の神なので、優れた先見の明があり、あらゆる智慧に通暁する霊感を持ち、新たな叡智を得ることもできるほか、交友がある蛇神を目覚めさせる智慧も承知している。フクロウなどの鳥類と蛇を随獣とし、紫色の火焰を吐く人面鳥身の黒フクロウや巨大なハルピュイアを呼び寄せる。ニケを眷属とし天空をも版図とすることから、背よりフクロウの翼や、虹色に輝く20本以上の『光の羽』を生やして円形に広げ、巧みな飛翔の術を操る。父からは山羊皮を貼った《アイギスの盾》と雷の権能を借りている。
天神ゼウスの娘になる前は、古代地中海エリアで広く信仰されていた至高の地母神にして神界の女王であった。アテナと蛇の魔物ゴルゴンは元々同一の存在の、命と死を司り叡智あふれる「蛇の女神」であり、古くは銀髪の中に『生きた蛇』が同化した姿で、アテナの盾に刻み込まれた女妖メドゥサはその名残である。ゴルゴンを使役することから、戦装束ではメドゥサの顔が刻まれた青銅製のメダル『ゴルゴネイオン』を首から提げ、死神としての権能で彫刻の視線が届く範囲にあるほとんどの物体を石化させる呪詛を放ち、『石の棺』に閉じ込め“かりそめの死”を与える。メダルは並みの人間なら2、3万人は殺せるほどの猛毒を持った金蛇と化すことができるだけでなく、ゴルゴンとアテナの秘奥にかかわる権能として、冥府を凍てつかせる『蒼黒い酷寒の焰』でできた全長10メートル以上の『大蛇』に変化させて攻撃することも可能。敵が地上にいる限り逃げた場所を確実に探知し、そこへ草木が生えてくるように地面から湧きだすという形で瞬間移動も行う。天から黒い雨を降らせ、地面を抉り硬い岩まで穴だらけにしてしまう。『蛇』の大群を形どった漆黒の気体の奔流として放たれる《死の呪詛》は、一国の民をことごとく根絶やしにするほどの霊験があり、呪詛の回ったところを切り落とさなければ死毒に蝕まれ、神殺しであろうと死に至る。そして、大地母神にして死の女神としての本来の権能による本気の神罰は、地面に蟻の巣穴に似た穴を作り、暗き地の底の冥府へ沈めるというもの。黄泉の国への一本道は漆黒の闇がどこまでも広がる底の見えない暗黒空間であり、鮮血のように紅いオーロラがおおう真上も別の冥界の入り口になっているので、脱出するには多元世界の旅人のような特殊な素養が必要となる。しかし、不死を象徴する太陽の力が弱点。
処女神らしくストイックな性格で、性格が正反対な義理の姉妹であるアフロディーテとは非常に仲が悪く、顔を合わせれば低俗な舌戦を繰り広げるライバルの関係。好戦的で雄々しく、勝利のために機略を用いることも辞さない様子から、ステラには「狡猾」「裏ではしっかり悪だくみしている」「暴力女」と評される。大地の娘でもあるため冥府の瘴気の匂いを好み、海と大地との関わりも考えないまま肥大していった近代的な都市は滅びてもいいとまで思っている。後世ではゼウスの孝行娘ということにされているが、母にして分身である女神メティスを犯し、あまつさえ喰らっているので、内心では非道不貞の輩と罵倒している。
トロイア戦争ではギリシア方だが、叡智の権能でギリシア軍の増長を予見しており、内心では人間の傲慢さを嫌悪し、地上の穢れをそそぎ落とすためにサンクチュアリの崩壊を利用しようと目論み、約束された終焉として、地上を大水を以て滅ぼすつもりでいる。ギリシア艦隊に知恵を貸して捕らえられた蓮の元からステラを攫い、オリュンポスへ連れて行って審問にかける。戦争最終盤では目的が対立する蓮と交戦、その最中に石化の権能でギリシア兵士ごとトロイア城塞を石に閉じ込めた。猛毒の権能で蓮を一時敗走させ、ゼウスとポセイドンから預かった権能で都市を洗い流そうとしたが、再戦を挑んだ蓮に冥府の焰を反射されたうえに梨於奈から借りていた八咫烏の焰にも体を焼かれて敗北、従属神のニケを身代わりに命からがら逃げる羽目になる。
だが未だに目的を諦めてはおらず、サンクチュアリ・トロイアを出発し、空間の狭間を飛び越えて縁もゆかりもない神域を巡る旅を開始し、様々な世界を破滅させようと暗躍する。サンクチュアリ・ミズガルドを見物した後で日本を来訪、七里御浜で鴉衆が開いた冥府の扉からサンクチュアリ・黄泉比良坂に侵入する。イザナギを殺すことでイザナミを黄泉国から解き放ち神域の崩壊を助け、地上世界に現れた彼女の援護として蛇神・八岐大蛇を召喚、結界で蓮の《翼の契約》をさえぎり梨於奈の戦闘を妨害した。
そして、《狭間》の領域で合流したアポロンと地上のゴブスタンを見てから彼の故郷『サンクチュアリ・ヒューペルボレア』を訪れ、『女王への旅』を行うことで神界の女王だった頃の姿を取り戻して“終末の女神”と化し、蓮に敗れたアポロンから後事を託され、彼の《必滅の大火》の権能を預かって地上に向かい、世界中に大雨と気温上昇を引き起こす。因果の流れをねじ曲げうるアイーシャを神罰で地中に生き埋めにして始末し、《白き女王》の庇護下から連れ去っていたカサンドラとジュリオを人質に取ることで駆けつけた蓮を牽制、バレアレス海で《終末の器》より数千匹を超えるドラゴンを中心とした巨獣軍団を召喚した後、《因果応報》の副作用で倒れた蓮の頸を鎌で抉ってから梨於奈と共に『奈落の底』へと沈める。そして、『獣』たちを触媒に地球を丸ごと洪水神話を再現する一種の神話世界へと変質させて、残した7、80名の人間を石化してから極点を除く地球の全土を大火と洪水でつつんで滅亡させ、目的を達成する。だが、新世界創造の準備をしていたとき、《白き女王》に足止めを受けている間に、復活した蓮によって《パンドラの空箱》に『獣』たちを吸いこまれた上に神罰執行以前まで地球を巻きもどされる。神殺したちを排除してもう一度終末をやり直そうと、石化の言霊を大気に混ぜることでアイーシャらを石化させ、エスタディオ・デ・メスタージャにおける最終決戦では《因果応報》を封じられた蓮を死毒で苦しめたものの、ヘクトールの加護で《救世の神槍》を振るうカサンドラに左腕を切断されて救世の雷に打ちのめされ、右腕の刃で蓮に深傷を負わせたところを捕まり、最期は使用不能になったはずの《因果応報》で自らの《死の力》の呪詛を体内へ送り込まれて死亡した。
なお、《ユニバース235》にも別の まつろわぬアテナが存在していたが、こちらのアテナは草薙護堂と敵対しつつも時には共闘するなど複雑な縁を結んだ末に死亡し、《魔導の聖杯》によって《神祖》パラス・アテナとして転生した後も、当初は護堂に敵対しながらも最終的には護堂と和解した。
アポロン
オリュンポス十二神の1柱で、遠矢の太陽神。又の名を《輝くアポロン（ボイポス・アポロン）》。ゼウスの子の1柱。神使である2羽の白鳥が引く馬車や、白鳥船で移動する。
月桂冠をウェーブした金髪に戴く魅惑的な色男で、“気前のいい中東の石油王”めいた鷹揚さを持つ。理性の申し子でもあり、どこまでもロジカルに思考する神であることから『青年の理想像』としての側面を持つ。その一方で、母レトが大地の女神で、妹とともにデロス島の地下の洞窟で産まれたなど、太陽を戴きながらも闇と暗黒にまつわる逸話が多く、ひねくれた曲者の雰囲気を纏わせる。
神性はきわめて多彩で、穀物の豊穣、牧畜、医療、予言、音楽、詩、スポーツを司り、野鼠や狼を遠ざけ、害虫を滅ぼす神にして、闇の神、疫神、火の神、光の神、太陽の化身でもある。ギリシア語の『滅ぼす者：Apollyon』、『家畜小屋・集会：Apellai』が語源の候補とされ、小アジアから伝来したオリエントの神とも、ヒッタイトがルーツだとも、ヒューペルボレア伝説を傍証とする北方起源説も存在し、もとは光の神ではなく、牧人、すなわち牧畜を生業とする人々や遊牧民の守護神だったとする説もある。誕生してすぐに逞しい青年の姿に成長し、聖地デルフォイに巣食う怪物ピュトンを弓で射殺し、余勢を駆ってゼウスのもとに現れたとも、1年ほどヒューペルボレアで暮らして、民に法を施したとも言われている。その本質は《英雄》であり、闇に生まれ、陰に隠れ、暗黒の申し子として災厄を起こし、魔獣を殺め、贄の獣を天に捧げ、後に栄達して火と光の申し子として光り輝き、荒ぶる英雄として力を振るい勝利する。
遠矢の名に恥じない凄腕の弓使いで、銀製の弓からは太陽神の焰と爆烈の神力をこめた黄金の鏃の《太陽の矢》を放ち、光の矢により4キロメートル先の標的を正確に狙撃できる。他にも、敵の頭上に射かけることで分裂した矢を『光の砂』として降りかからせる、疫神としての力を『黒い矢』に仕込んで疫病の粉末を振りまく、無色透明な『見えざる矢』や空気砲による不可視の一撃、光速の矢など多種多様な遠距離攻撃手段を持ち、拳闘を創始した神でもあることから接近戦も得意。暗き地の底の闇に生まれた神であるため、闇の靄をで焰を遮断するほか、体を闇そのものと化して攻撃を呑み込み消滅させることも可能。また、地の底の冥府にいる時であれば、大地の女神の息子として大地の権能を振るい、地割れや地すべり、土石流を引き起こすこともできる。さらに、予知や予言の権能によって未来の一部を読み取る力を持つほか、任意の対象に予知の資質をあたえることもできる。ただし、理性の神であるがゆえに、自分自身では忘我の境地へ至り、夢見の中で託宣を得ることができない。英雄の力で己に付きしたがう部民に《加護の言霊》を授け、降りかかる脅威を退け、その身を守り、恐怖さえ拭い去るという能力も持つ。
元々、東方より来たる光の神でもあると同時に、ヒューペルボレアのあったコーカサス地方からギリシアの神域に来た“外なる神”。野における最凶の獣にして天と太陽の化身である『狼（リュコス）』の神《狼のアポロン（アポロン・リュカイオス）》の異名でギリシア北方の遊牧民に崇められ、鼠のアポロン（アポロン・スミンテウス）とも呼ばれ、その縁で鼠や狼を聖獣とし、彼らを介して情報を集めている。『百牛の贄』を意味する《アポロン・ヘカトムバイオス》の異名から、古きペルシアに法を施くと共に聖獣である『牛を殺す伝説』をもつミスラとは遠い従兄弟に相当し、「獣を殺め、焰で焼く」神事によって火の神としての属性を得、火を御すがゆえに光と太陽の権化となった。さらに後述の試練で『火と光』の神性を高めたことで、《必滅の焰》を獲得。これは『獣』たちの亡骸を火種にして起こした天をも焦がす勢いの聖獣殺しの灼熱の火焰の神力で、天までとどく神々への捧げ物なのでどれだけ距離が離れようとどこまでも追いかけてくる性質を持ち、呪術に強い耐性を持つ神殺しの獣すら葬りうるほどの威力を誇る。
非ギリシア圏出身なので、トロイア戦争ではトロイア方。ギリシアの神では数少ないアフロディーテと親しい相手で、彼女の頼みに一番よく力を貸している。予知の権能でトロイアの敗北を既に知っており、トロイア王女のカサンドラに呪いをかけてもいるが、まだトロイアを見放してはいない。《友達の輪》に呼ばれてミノタウロスに襲われた港町を救い、立ち去る前に蓮へ餞別として《太陽の矢》を3本下賜する。ステラと行動を共にする蓮へ興味を抱き、矢の使い道を密かに観察していた。オリュンポスではステラの説得に乗り、同胞の“外なる神”たちを煽動してギリシア連合派に攻撃を仕掛け、戦争終盤ではポセイドンと交戦した。
一方でアテナと同じく歪みきった形で繁栄し尽くした地上を嫌っており、より強力な火の神となり、地上を焼き尽くすための浄化の焰を得るために故郷ヒューペルボレアを探しはじめる。サンクチュアリ・トロイアを旅立ち、アテナに同行して立ち寄ったサンクチュアリ・ミズガルドでは、自分の分身を殺めたヴォバンと戦う蓮に再び接触、その後で来日する。予知の力で蓮が障碍となり得ると判断、第4の権能を簒奪させないために梅田のHEPから大阪城のスサノオを射殺する。陽動で蓮と軽く一戦交えた隙にカサンドラを誘拐、一時的に理性を奪ったカサンドラを伴い、1万年ほど前までヒューペルボレアの民の住まう村であり神殿であったゴブスタンを訪問、サンクチュアリの場所を未来視で探させた後、《観測所》を経由して『サンクチュアリ・ヒューペルボレア』に降り立ち『英雄の旅』に挑む。《犠牲の獣》を使って大地を広げて民衆の支持を集め、地龍に負けて死に、殉死者の魂と苦痛を糧とすることで復活を果たす。同じく冥府に来ていた蓮を大地の権能で一度は退け、地竜に逆襲して《光を持ち帰りし者》となる。再戦に来た蓮と、それに助力する厩戸皇子を迎え撃ち、多彩な矢と闇の権能を駆使して戦うも、より強い光の力で苦戦させられたため、切り札である《必滅の焰》を解き放つ。しかし、ヘクトールの亡霊の参戦によって形勢を逆転され、傷口に直接自らの焰を跳ね返されて大爆発を起こす。自力で計画を続行することは不可能だと判断し、アテナに頼んで自分を殺させ、骸ごと大火の権能を託して燃え尽きた。
《ユニバース235》にも300年以上前に非常に近しい神格である《アポロン・リュカイオス》が顕現しているが、神殺しになる前のヴォバンによって殺されている。
ポセイドン
オリュンポス十二神の1柱で、ゼウスの兄。青黒い肌の大男。身長は2メートル超えから200メートル前後まで自在に変化させられる。海と大地の神として津波や地震を起こす権能を持ち、敵を海中へ強制転移させることができる。三つ叉の矛（トライデント）を武器とする老練な戦士で、海中においては魚雷並みの速度で移動する。
トロイア戦争ではギリシア方で、基地に迫るトロイア艦隊を大時化で妨害したが、蓮が太陽の矢を使用したことでアポロンの介入を察して撤退を選ぶ。オリュンポスでの蓮との交戦では《因果応報の権能》で矛を跳ね返されて負傷、最終盤では大波を起こして城塞を沈めようとしてアポロンと交戦するも、アテナが都市を石に変えた後は戦いをやめ、自身の権能を姪に貸して去っていった。
ヘラ
ゼウスの王妃。オリュンポス十二神の1柱。白き腕、やさしい牛の瞳などと古代ギリシアで最大級の賛辞を捧げられている絶世の美女。ギリシアの大地母神で、神界第2位の実力者。アフロディーテには高慢ちきでいけすかないと評されており、ゼウスを振り向かせるために《友愛の帯》を借りた経緯から仲が悪いわけではないが性格的な相性はあまり良くない。好色な夫が相手を懐妊させるたびに激怒する神話で知られ、レトがアポロンとアルテミスを身篭った時には大蛇ピュトンを送りこみ、太陽の光の下では出産させないよう厳命して執拗に追いまわさせた。
トロイア戦争ではギリシア方。投降したギリシア兵にどれだけ痛めつけられても決して死なないような加護を与えている。
アーレス
オリュンポス十二神の1柱で、青銅の鎧兜をまとう荒ぶる軍神。外見は美麗だが戦争以外に興味がない唐変木。鉄剣を佩き、戦車で雷鳴のような轟音を立てながら戦場を走り回る。さらに戦場での恐怖（ディモス）と敗走（フォボス）を操る権能を有し、勇壮に奮闘する軍勢を瞬く間に遁走させることができる。
アフロディーテの浮気相手としても有名で、無条件に《友愛の帯》で呼べる数少ない神だが、戦いが終わればさっさと退去してしまうため一時の戦力以上の協力は期待できない。また、現在のアフロディーテのパートナーである蓮には含むところがある模様。
元々は東ヨーロッパのトラキアにおいて戦闘民族スキタイに崇拝され、ギリシアでは蛮族の神と呼ばれた“外なる神”であり、トロイア戦争ではトロイア方についている。最終決戦では戦車でギリシア兵や英雄たちを轢き殺すが、アテナが兵を石化させたため戦闘を中止し撤退した。
アフロディーテ
オリュンポス十二神の1柱で、トロイア側を支援する。
アルテミス
オリュンポス十二神の1柱で月の女神。アポロンの双子の妹。背が高く、アテナよりも怜悧かつ真面目な顔立ち。“遠矢撃つ女神”でもあり、ギリシア神話有数の弓使いであるオデュッセウスを上回る達人。黄金の弓から放たれる白銀の矢を受けたものは、水銀と化して溶けてしまう。兄とは違ってアフロディーテとはあまり仲が良くないようで、彼女からは堅物と呼ばれている。
トロイア方を守護しており、オリュンポスの戦いでは兄の援護をした。戦争最終盤では木馬に隠れていたギリシア連合の英雄たちへ攻撃を行った。
《ユニバース235》でもかつて別のまつろわぬアルテミスがアメリカ・ロサンゼルスの自然公園に顕現し、数百名の人間たちを鳥獣に変えたとされているが、スミスによって殺されている。ただ、姿を変えられた人々はアルテミスの死後も元の姿には戻れなかったという。
ニケ
戦神アテナの分身にして従属神である勝利の女神。アテナを5歳ほど成長させた外見で、どこか金属的な響きのある声で話す。背中から純白の翼を生やし、八咫烏となった梨於奈と互角の速度で空を飛ぶ。アテナがゼウスから《雷》を授けられていることから、その恩寵により自らも雷霆を操る能力を持つ。アテナが戦装束をまとう時には、『鳥の双翼』を付けた黄金の杖に姿を変えて主の元に控える。
アテナからギリシア軍の守護役を任されており、ギリシア艦隊から逃走する梨於奈たちを追跡したが、アキレウスの盾による足止めで追跡に失敗。最終盤では杖に姿を変えてアテナを守り、トライデントや火の鳥と冥府の焰からアテナを庇って戦死した。
ヘパイストス
オリュンポス十二神の1柱で、鍛冶の神。アフロディーテの元旦那で、彼女からは根性曲がりと言われている。女神テティスから懇願され、彼女の息子アキレウスのために盾と甲冑を鍛えた。
ヘルメス
オリュンポス十二神の1柱。盗人、魔術、伝令、旅の守護神。トロイア王家の宝物庫に保管されていた神具《ヘルメスの羽根》の製作者。トロイア戦争には中立。
デメテル
オリュンポス十二神の1柱。豊穣と穀物の女神。トロイア戦争には中立。
デュオニュソス
オリュンポス十二神の1柱。酒と狂気の神。聖徳太子などと同じ“選ばれし人”の伝承をもつ神で、誕生を描く神事は牛小屋で行われる。トロイア戦争には中立。
《ユニバース235》にもかつて別のまつろわぬデュオニュソスが顕現するが、ドニによって殺された。
ネメシス
正義と神罰を司る因果応報の女神。氷青色の長髪の美女で、漆黒の仮面と真紅のドレスを纏い、背中からは純白の翼を生やす。悪行には正義の裁きを、傲慢さには戒めと破滅をあたえ、命をおびやかす者から神罰で生命を奪うため『復讐の女神』とされることが多いが、本質は応報にあるので善行に対して命の祝福をあたえることもある。報復の神であるために逆恨みされる機会が多く、危険をかいくぐる必要があったことから逃走の達人でもあり、ゼウスから言い寄られた際には鳥獣に変化して天地を逃げまわったという逸話を持つ。
悪さをしでかして神域を抜け出したアフロディーテを追い地上に降臨したが、その際に蓮に敗れて権能を奪われた。
エリス
不和の女神。ゼウスの策略でアキレウスの両親の結婚式に招待されなかったことに腹を立て、神具《不和の林檎》を使った呪詛でヘラ、アテナ、アフロディーテの三女神を争わせた。
運命の三女神（モイライ）
運命と時間を司る老婆の姿をした3人組の女神で、アトロポス、クローソー、ラキシスの三姉妹を指す。時と運命の糸を紡ぎ、織りなし、断ち切って、巨大な織物を作り上げる役目を持ち、過去と現在のみならず、未来をも見とおす権能を有する。織物の模様から神殺しである蓮がサンクチュアリ・トロイアにやってきたことを知り、オリュンポスの神々にその災厄の訪れを警告する。
《ユニバース235》では彼女たちの原型にあたる運命神が、救世の勇者に『魔王殲滅の運命』をあたえて『最後の王』にする《運命の担い手》をしていたが、護堂と『最後の王』ラーマによって倒される。また、アレクサンドルも次女のラキシスを倒しているが、この神話世界のラキシスを倒したのかについては不明。
ムーサ
詩と文芸を司る9柱の女神。詩を吟じ、歌を口ずさみ、叙事詩を詠って、神々と英雄の事績を世に残すのが役目。ゼウスに命じられ、神殺しの危険性を警告する詩を謡い語る。

#### トロイア
プリアモス
トロイアの国王。ゼウスの血統の末裔。息子の敵を討ち娘の危機を救ってくれた蓮たちを、妻のヘカベと共に客人として丁重にもてなす。梨於奈が突き止めた敵の拠点へ艦隊を差し向けた際には、蓮を艦長に任命した。
カサンドラ
トロイア王女にしてアポロン神の元巫女。
ヘクトール
トロイアの王子にして総大将。稀代の大英雄であるとともに、トロイア戦争の登場人物では一番の人格者。戦争の元凶である義妹にも紳士的で、まさに「騎士の鑑」といえる好人物だった。
天翔ける神馬2頭が引く戦車に乗り、神に痛打となる矢傷を与えうる無双の強弓を使うほか、古代ギリシアの総合格闘技パンクラチオンの使い手でもある。トロイア王家の秘宝である甲冑と、7枚の頑丈な牛革を重ね堅牢な青銅板を貼りつけた丸い盾を装備しており、これらはアキレウスのものほどではないが主を守護する強力な霊験を宿している。カサンドラとの兄妹仲は良好で、星から現在地を割り出す技術や、戦車を扱う心得を伝授していた。
トロイアへ攻め入ったパトロクロスを討ち取ったために、彼の親友であったアキレウスに復讐戦を挑まれる。蓮たちが神話に介入した時点で既にアキレウスとの一騎打ちに敗れて致命傷を負っていたため死の運命は覆らなかったが、直後にアキレウスが殺されたことで遺体が敵に渡るのは防がれた。
その後、サンクチュアリ・ヒューペルボレアの冥界でのアポロンとの戦いで、芙実花の玉依媛の力とカサンドラの祈りに応じて亡霊として参戦し、トロイア戦争では味方だったアポロンに挑む。《必滅の焰》の炎熱にさらされる蓮を助け、大火に焼かれながらも妹の幸せを確認すると満足そうに微笑んで、トロイア王家の秘宝である長剣と盾を残して燃え尽きた。地球崩壊の時も能力が上がり霊媒能力を得たカサンドラによって地上へ召喚され、《白き女王》にも劣らない勇者として妹を加護し《救世の神槍》を扱うのを助けた。
パリス
トロイア王子であり、トロイア戦争の元凶の一人。権力・力・武勲に興味を持たない恋愛脳の持ち主で、エリスによって引き起こされた三女神の諍いでは、『見返り』として「世界一の美女を与える」と条件を出したアフロディーテを一番に選んだ。眩しいほどの美男子で弓矢の名手だが、ヘレネーと考えなしに駆け落ちして戦争を招いた挙句、従軍拒否や敵前逃亡するなど少々性格に難がある。しかし顔が良いだけのダメ男というわけではなく、長続きはしないがときどき人が変わったように英雄らしいパワーを発揮する。トロイアではヘクトールに次ぐ強さをもち、ギリシア軍のナンバーツーである大アイアスと互角の実力者である。
トロイア戦争の影の主役であり、出生時に捨てられながらも数奇な運命によって王家に帰還するという、典型的な貴種流離譚の主人公のような出自を持つ。「本来は正当派の英雄的王子様だったが、アキレウスを悲劇の英雄として際立たせるためにホメロス以降のギリシア詩人たちの手でダメ男に改編された」という説を梨於奈は支持しており、英雄パワーも無理な改編の名残と見ている。
アポロンと力を合わせてアキレウスを討つ運命にあり、実際蓮がアポロン神から与えられた《太陽の矢》の援護を受けて兄の敵を取った。しかし戦争の最終局面を前に手傷を負って戦場から逃げ出し、元カノに治療を拒まれ死亡する。
ヘレネー
パリスの妻。アフロディーテがパリスに報酬として提示した「世界一の美女」。元々はスパルタ王妃だったが、外交使節として来国したパリスと駆け落ちしてしまい、これがトロイア戦争のきっかけとなった。「戦争の元凶」なのでトロイアでの立場も悪く、味方になってくれたのは義兄のヘクトールくらいしか居なかった。パリスの死後は夫の弟王子と無理矢理再婚させられたためトロイアへの未練を失い、オデュッセウスを介してギリシア軍に内通し、トロイア敗北の片棒をかつぐことになる。
アエネイス
トロイア王族の一員で将軍。アフロディーテが浮気相手との間にもうけた隠し子とされているが、ステラは“親友の息子”と主張している。
神話の英雄としては今ひとつでパリスよりも格下あつかいされているが、本来の神話ではトロイア滅亡後にイタリア半島へ渡って古代ローマの礎を築き、後世に大英雄ユリウス・カエサルを輩出するユリウス氏族の祖になったとも言われている。

#### ギリシア連合軍
アキレウス
プティア国王ペレウスと水の女神テティスとの間に産まれた王子。叙事詩『イリアス』の主人公。身長190センチメートルを超える屈強な戦士。軍神と同等クラスの英雄にして、大英雄ヘラクレスに比肩しうる猛者。『俊足のアキレウス』の異名を持つ神界随一の韋駄天であり、神速の権能を持つ蓮が対応できないほどのスピードで走ることが可能。生後すぐに母親が全身をステュクス川に浸したことで不死身となっているものの、その際に足首をつかんでいたのでかかと（アキレス腱）だけが急所になっている。甲冑と盾は鍛冶神ヘパイストスが鍛えた逸品で、白銀の防御壁を展開して《太陽の矢》さえも防いでしまう。また、風の精霊の子である神馬クサントスとバリオスが牽く戦車を操り、母親に祈念することで火にまつわる力の顕現を中断できる。
叙事詩で描かれた通りかなり野蛮な性格。騎士道精神の概念がない時代とはいえ、ヘクトールの遺体を無惨に辱めただけでなく、トロイアの将兵の妻子を奴隷とし、カサンドラを「戦利品」として強引に組み伏せようとしたことから梨於奈からは「女の敵」扱いされる。
当初は報酬不足を理由に従軍拒否していたが、開戦10年目で親友パトロクロスの仇を討つためミュルミドネス人の兵団を率いて参戦を決め、たった一人で戦局を変えるほどの奮戦をした。神話の筋書き通りヘクトールを討ち取ったが、介入してきた蓮たちがパリスと力を合わせたことで本来よりも死期が早まることとなり、蓮が放ったアポロンの黄金の矢を防具で受け止めていたところ、パリスにかかとを射抜かれて倒れ伏し、そのまま太陽光の柱で蒸発させられる。また、正しい神話では連合軍が取り戻すはずの遺品は、アキレウスが船上で落命したために海に沈んでトロイア側に回収され、「アキレウスの盾」は蓮に戦利品として贈られた後で梨於奈に譲渡された。
なお、両親の結婚式がトロイア戦争の開幕に大きく関わっている。
ミュルミドネス人
アイギナ島の少数民族で、ゼウスの神慮により蟻から人間へ生まれ変わった者たちの末裔。赤銅色の肌に、目の間隔の広く鼻がないという蟻のような印象を受ける特徴的な細長い顔立ち。モンスターというよりはエルフやドワーフのような神秘の力を持つ種族に近い。鉄の結束と集団戦術が得意で死すら恐れない。英雄アキレウスを王として崇拝するため、トロイア戦争にも彼の近衛兵として従軍した。
オデュッセウス
イタカの王。叙事詩『オデュッセイア』の主人公。ギリシア連合切っての智慧者にして軍師役。ふてぶてしい面構えで髭面の中年男。抜け目無さとはしこさではアキレウス以上の難敵で、やけに押し出しが強そうで胡散くさい印象と曲者の雰囲気を漂わせることから、蓮に山師呼ばわりされている。弓の達人でもあり、黑金の強弓の一撃で20メートル級の軍船を大破させる。『トロイの木馬』の立案者で、ギリシア勝利の原動力。
自軍の本拠地に向かうトロイア艦隊に奇襲を行い、ポセイドンとの交戦で疲弊していた蓮とカサンドラを捕縛したが、梨於奈の活躍で取り逃がす。最終戦ではヘラやアテナが仕込んだ狂騒の幻惑に後押しされてトロイの木馬を実行し、弓の達人ピロクテーテースやアキレウスの息子ネオプトレモスと共に城塞内部に侵入するも、巨大木馬を梨於奈に燃やされて、アルテミスの攻勢にさらされる。アテナが引き起こした石化からも唯一生き延びるが、目当ての財宝を全て石に変えられたことを直接抗議した際に、連合軍の傲慢さを嫌う彼女によって大海原まで投げ飛ばされてしまった。
《ユニバース235》にも別のまつろわぬオデュッセウスが、魔女キルケーの《同盟神》として招聘された。
小アイアス
大アイアスの子。体格のいい美青年だが、言動は英雄というより海賊。白蓮王には及ばないとはいえ、ただ1人で1万の軍勢を全て撃破し油断があれば神が相手でも切り裂くことのできる剣士だが、たいした武功がないためオデュッセウスからは軽んじられている。
ギリシア艦隊に生け捕りされたカサンドラに一目惚れして手込めにしようとし、蓮との交戦の末に2人に重傷を負わせたが、駆けつけた梨於奈の焰に焼かれて海に落ちる。生還してトロイの木馬にも参加したが、他の連合軍同様石化の末路を辿った模様。
ミノタウロス
牛の頭部を持つ怪物で、身長は2メートル半から3メートル。武器は斧や棍棒と怪力で、人肉が好物の肉食性。将軍格は身の丈30メートルほどに巨大化でき、大地の精を操り飛翔する敵を失墜させる呪詛をかける。その力は野獣と同等で、並みの人間では一兵卒相手でも勝つのが難しい。クレタ島からギリシア連合の援軍として派兵され、港町に展開した部隊は住民を捕食するなどの暴虐を行うが梨於奈やアポロンによって倒された。

#### その他
ハルピュイア
顔と上半身は『人間の美女』、両肩から先が『鳥の翼』で、下半身は鳥そのものの姿を持つ、半人半鳥の怪物。英語ではハーピーとも呼ばれる。背丈は人間の3倍はあり、羽毛はカラスのように黒い。飛行して、噛み付きで対戦車ヘリの装甲を軋ませ墜落させるほどの怪力を持つ。
9匹の群れがサンクチュアリ・トロイアから空間歪曲を超えて神戸に飛来する。「人間狩り」を行い自衛隊を苦戦させたが、梨於奈によって全て駆除された。
また、地上でアテナがニケの代わりに召喚した個体は、翼長20メートルと巨大かつ羽毛は純白に輝いており、両目から赤い閃光をほとばしらせる神鵰で、梨於奈と空での格闘戦を繰り広げた。

### サンクチュアリ・ミズガルド

#### 神
オーディン
アス神族の主神にしてアスガルドの王。つばの広い帽子と灰色のローブをまとった隻眼の老人。北欧神話において至高・最強と言える神。叡智の神であり、戦士の父（ヴァルファズル）とも呼ばれるほか、死者の神、詩の神、魔術の神、嵐の神でもある。魔法使いのような見た目に違わずルーンの魔術を自在に操り、魔術の文字が刻まれた鋭利な鋼の穂先にトネリコの柄をつけた魔槍グングニルを所持し、巨大な8本足の黒い神馬《スレイプニル》に乗る。アスガルドにヴァルハラという大宮殿を構え、最終戦争《ラグナロク》に備えて自分のために戦う天上の戦士《アインへリヤル》となる『死せる勇士』たちを集めさせているが、最期はフェンリルに噛み殺されると予言されている。
ヴォバンがフェンリルを目覚めさせたことでラグナロクが早まったことを察知し、蓮にフェンリルの代役となったヴォバンを打倒し終末を回避するよう協力を持ちかける。ヴォバンの対処を蓮たちに任せて自身はスルトとの戦闘に参加し、フレイと共同で敵を打ち倒すことに成功した。
トール
アス神族の雷神にしてオーディンの息子。筋骨隆々で、身長2メートル前後、体重120キログラム以上、金髪碧眼の男臭いハンサムな青年。『王子』という立場でありながら性格はいたって気さくであり、単細胞で熱血漢、豪快な性格の好漢にして、北欧有数の猛者。羽根付き兜に鎖かたびら、鋼の籠手、赤マントを身にまとう。雷と共に風雨を運ぶ豊穣神であると同時に、「巨人殺し」や「巨人どもの妻を泣かせる者」の異名を取るほどに巨人討伐に積極的であることから、ミズガルドの守護神・民衆のヒーローとしてきわめて高い人気を誇っている。《ラグナロク》ではヨルムンガンドと相打ち、猛毒に全身を冒されて9歩あとずさりして死ぬ運命にある。
武器の鉄槌ミョルニルは、片手で握るのが精一杯な程に柄が短いがずしりと重く、振りおろすたびに敵を雷霆で打ちのめし、投擲すれば雷光をまとい雷鳴を轟かせながら一直線に空を飛び、雷の言霊とともに振りかざせば空を雷雲で埋めつくして幾千もの雷撃を降らせて巨人の群れを灼き尽くす。また、飛行能力を持つほか、普段の移動ではタングリスニルとタングニョーストが牽引する2頭立ての山羊戦車を使う。
ステラの《友達の輪》に呼ばれて蓮達の元へ駆けつけ、彼女に持ち上げられて一行に協力することになり、ヴォバンとフェンリルの戦いで破壊された『壁』の修復作業に向かう彼らに餞別として、自身の山羊戦車を貸し、『トールの絵札』・『雷の火打ち石』・《情熱の蜂蜜酒（ミード）》の3点を渡す。ヴォバンの劫火の権能で窮地に陥ったステラたちを救うために再合流し、ラグナロク勃発時にはビフレストの見張りを任され、ヴィーザルと共に大陸東岸でヨルムンガンドに立ち向かい、世界蛇を撤退させた後にナグルファルを沈没させる。戦いの後は蓮とシンプル思考の者同士で意気投合し盟友となり、地球へ帰る一行を山羊戦車で空間歪曲まで送り届け、友として再会できることを願いながら別れた。
後に『ロード・オブ・レムルズ』で、空間歪曲で穴だらけになっていることを利用して、《友達の輪》によりヒューペルボレアに援軍として招かれる。事態がよく分からないまま聖王テオドリックに一撃を浴びせて撤退に追いやり、その後はこの土地に興味を持ってしばらく滞在することにし、現地の民と積極的にふれあい、しばしば人助けもしながら旅を続けている。
タングリスニルとタングニョースト
雷神トールに仕える聖獣で、主人の戦車を牽引する2頭の山羊。魔法の動物なので明らかに人語も解しており、顔と目つきはかなり賢そうで、乗り手の指示を聞いて正確に従う。疲れも見せず、長距離を時速4、500キロメートルのスピードで走り続けられるだけでなく、飛行能力を持ち、主人と力を合わせることで雷の化身として雷光そのものの速さで駆け抜けることも可能。さらに、“瞬間移動”によってミドガルズの壁を通り抜けることもできる。
蓮たちが壁の修復作業に向かう際にトールから戦車と一緒に貸し与えられ、一行の迅速な移動に大きく貢献した。
フレイ
神々をたばねる将軍。白皙の肌にウェーブした金髪を長くのばした輝くほどの美青年で、涼しげな印象で色っぽい雰囲気を持つ北欧神話ナンバーワンの色男。ヴァン神族からアスガルドに送られた人質。色恋のために命を懸ける遊び人で、双子の妹さえアバンチュールの対象にする。黄金の猪に乗り、白銀の鎖かたびらと赤いマントをまとうが、妻を娶る代わりに宝剣を手放したために、長い『鹿の角』を武器としている。《ラグナロク》ではスルトと戦い、武器の不備がたたって死亡する運命にある。
ラグナロクの勃発時にはヴィークリーズの野でスルトを迎え撃ち、オーディンと共同で打ち倒す。
ヴィーザル
アス神族の森の神。オーディンと女巨人の間に生まれた息子で、トールの弟。純朴なたくましい青年であり、トールに次ぐ武勇の持ち主だが、普段はヴィージの森に隠棲している。時折笑顔を見せるなど無愛想というわけではないが、恐ろしいほど無口で、作中では一言も言葉を発していない。
母親から贈られた魔法の『靴』を所持している。ラグナロクではこの靴でフェンリルの顎を踏みつけて動きを封じ、剣で刺し殺して父の仇を討つ運命を持ち、戦後まで生き残る数少ない神の1柱となる。
サンクチュアリ・ミズガルドではオーディンの指示で蓮に自身の“神の靴”を貸す。その後はトールの救援としてヨルムンガンドの撃退に助力した。
ヴァルキュリエ
戦乙女と呼ばれる戦場の女神たち。アスガルドの主神オーディンに仕える親衛隊と侍女を兼ねた存在。中にはオーディンの娘も含まれている。皮鎧とマントに身を包み、羽根付きの兜を被り、空飛ぶ馬に跨がり手槍を携える。死神に近い存在で、勇者が死んだときに降臨してその亡骸を引き取り、死後の魂を《アインヘリヤル》としてヴァルハラの館に迎え入れることと、勇者たちを世話することが仕事。
ヴォバンとフェンリルの激戦で破壊された『壁』からミズガルドに侵入してきた巨人との戦いに加勢したカサンドラを蓮達の元まで送り届ける。ラグナロク勃発時にはアスガルドとヴァナヘイムを回って神々を呼び集め、800余名のアインヘリヤルを率いて巨人たちの船を迎撃する。
ヘイムダル
虹の橋ビフレストのそばに住む、賢く、100マイル先まで見とおす目と、草やヤギの毛が伸びる音まで聞き取れる能力を持つ神。『人間』の祖先にあたり、3人の息子はそれぞれ奴隷、農民、貴族階級の祖になったとされる。虹の橋ビフレストに敵が迫ったときにギャラルホルンの角笛を吹き鳴らし、ラグナロクの時を報せるとされ、最期はロキと相討ちになると予言されている。

#### 巨人（ヨトゥン）
神々と敵対ないし中立の立場を取る種族とされる、かなり定義のアバウトな存在。《霜の巨人》や《炎の巨人》などいくつかの種族に分かれている。体格は人間の大男と同等から小山並みまで幅広く、人型だけでなく狼や大蛇を含むなど姿形もバラバラ。オーディンとその一党に味方する者は神として扱われ、神との間に子供を作ることもできるため生物学的には神々の親戚とも言える。なお、一部の強力な巨人を人間が倒せば権能を奪うことが可能。知恵者は少なく、凶暴できわめて危険な魔物も同然の生き物だが、神性の高い者は剛強で、魔力に優れ魔術を使うこともできる。ミズガルズの東方と北方に広がる荒涼として危険な世界、巨人国《ヨツンヘイム》から侵入して人間族を襲う。
 フェンリル
女巨人アングルボダが、邪神ロキとの間に生んだ怪物たちの長男。体長50メートルはある天翔る漆黒の魔狼。『狼の姿をした巨人』とされることもあり、“神の同族”とも言える存在である。北欧神話の『狼』の怪物の中でも最強で、主神オーディンを倒す者とされる。息子の狼スコールは太陽を、ハティは月を追いかけている。世界の終わりが訪れるときに太陽を呑みこみ葬り去り、オーディンを殺した直後にヴィーザルによって討ち取られると言われている。
軍神テュールの右腕を代償に、小人が作った魔法の紐によって囚われていたが、サンクチュアリ・ミズガルドを訪問したヴォバンによって拘束を解かれ、彼と交戦するも劣勢に陥る。4日以上も九つの世界を逃げ回るが、ヨツンヘイムに戻ったところで遂に追いつかれ、その命を奪われる。
ヨルムンガンド
アングルボダの次男。《ミズガルド》と《ヨツンヘイム》のある大陸にぐるりと巻きつく超弩級の大蛇なので、世界蛇とも呼ばれている。白く輝く鱗に身をつつむ毒蛇で、頭部だけでヴァルハラ宮殿よりも大きく、胴体は『島』さえ載せられるほどに太く長大。《ラグナロク》では海から上がると同時に大洪水を起こし、雷神トールと相打ちになって命を落とすとされている。
ラグナロクの勃発時は絶壁のごとき津波をひきいて大陸東岸に上陸、すさまじい速さで西の内陸部に向けて進撃する。本来の神話と同じくトールと交戦するが、ヴィーザルの加勢で撤退に追いやられる。
スルト
ムスペルヘイムの果てにある広大な裂け目のそばに住む《焰の巨人》。フェンリルと組み合えるほどの体格がある全身真っ黒な大男で、全身にまとった焰から火の弾丸を周囲にまき散らす。《ラグナロク》では南方から攻め寄せ、フレイを殺し、《焰の剣》で世界を焼き尽くすとされている。
フェンリルを殺したヴォバンと手を組んでラグナロクの狼煙を上げ、虹の源に攻め寄せる。混戦の中、身にまとう焰だけでオーディンの戦士を灼き尽くしながら1人ビフレストを登りきり、ヴィークリーズの野でオーディンやフレイと交戦したものの2柱の奮戦で打ち倒された。だが焰の剣は行方不明になっており、ラグナロクの本番ではその剣を受け継ぐ存在が出現することが予測されている。
フリュム
“死の船”ナグルファルの舵をとる老巨人。ナグルファルは空母並みの規模を誇る巨大帆船で、死人の爪からできているため船体が青黒い。ミョルニルの直撃さえ防ぐ盾を所有しており、思いつきでは討ち取れない難敵である。《ラグナロク》では霜の巨人フリームスルスや死者の軍団を載せて地上に攻め込むとされる。
ラグナロクの勃発時にはナグルファルに乗船してビフレストに攻め込むが、ヨルムンガンドを追い払って駆けつけたトールに船を沈められてしまう。
ロキ
魔狼フェンリル、世界蛇ヨルムンガンド、死者の国の女神ヘルの父である邪神。赤い衣と帽子をまとう、美貌だが小狡い性格が歪み出た顔立ちをした男。オーディンの義兄弟であり、旅仲間でもあった巨人。いかなる姿にも変身しうる能力を持つ。ラグナロクではヘイムダルと相討ちになると予言されている。
ラグナロク勃発時には炎の巨人族ムスペルの軍団を乗せた巨船を率いてビフレストのたもとに向かい、アインヘルヤルやヴァルキュリエ、神々と交戦したが敗走することになる。

### サンクチュアリ・黄泉比良坂
伊弉冉命（いざなみのみこと）
日本神話の女神。天の神々からの命令で、海にただよう脂じみたものを夫の伊弉諾命と共に神具《天之逆鉾》でかきまわし、日本列島を形作ったと語られる国生みの母。土地を作り終えると次に子作りしてせっせと神様を増やしていくが、火の神《火之迦具土》を生むのとひきかえに命を落とし、地底にある黄泉国で食物を口にしたことで穢れを受けて死の国の女王となった。生前は黒髪に黒目、薄幸そうな細面、肢体はほっそりとした柳腰で、ひどく華奢だが、逆にそこが婀娜っぽいような容姿をしていたが、死後はところどころ肉が腐り落ちて白骨がむき出しになり、五体には無数の蛆虫が這いまわり、全身から黒い雷の火花を放つ。
黄泉津大神としての能力で、誕生の言霊を謡うことで地中から呼び出した《黄泉醜女》や《黄泉軍勢》といった屍鬼の軍勢を使役し、冥界の瘴気を発生させて周囲の生物を殺し、草木を枯れさせ、大地を乾かし水を腐らせて『穢れた土地』へ変え、呪詛と穢れの言霊を聴覚より内側に入りこませ、活力や命をまたたく間に食い尽くす。さらに、全身に黄泉国で生んだ八雷神という8柱の子供たちを宿し、彼らを8筋の黒き雷光として放つことで攻撃する。また、黄泉の女王として亡者に対する支配権を有し、生前に人界では突出した術者だったとしても、亡霊になった状態ではイザナミの命に逆らうことはできない。白鳥に変化し、空を飛ぶこともできる。しかし、「日本国の母」でしかないため戦いにはあまり慣れておらず、たいした武器も持っていないのが弱点で、例として八雷神の雷撃はヴォバンの《疾風怒濤》に比べればはるかに格下。加えて、《死の女神、負の存在》なので、命の源である太陽の霊気にきわめて脆弱である。なお、黄泉国から葦原中つ国に戻った際に膿み腐れた体は生前のものへと治癒しており、身にまとう衣も、襤褸切れから筒袖の青い『袍』と黒の『裳』へと変わっている。
黄泉国から逃げ帰るイザナギを追っていた時、アテナからの援護を受けて葦原中つ国へ帰還。屍鬼の軍勢を放って神域を瞬く間に滅ぼすと、イザナギの民を根絶やしにするべく無数の《空間歪曲》を発生させ日本に侵攻、自らは大坂城を拠点として関西地方を黄泉醜女と黄泉軍勢で溢れかえらせる。不慣れな戦闘で蓮と梨於奈に追い詰められたところをアテナに助けられて、彼らが撤退している間に城内に大量の屍鬼を生み出す。だが、再戦で軍勢を梨於奈に一撃で焼滅されたため、八岐大蛇を生け贄にして息子《建速須佐之男命》を《同盟神》として召喚、焼け野原となった大阪城公園の地中に《天之逆鉾》の力で隠れ、奈良亡霊軍団を始末しようとしたが芙実花に妨害され、居場所を特定した梨於奈に《金鵄之大祓》で焼き払われる。命を落とす直前に息子の権能で保護されたが、蓮の策で息子の切り札『千の劔』を浴びて死亡する。
黄泉醜女（よもつしこめ）
イザナミに仕える存在であり、ゾンビの日本神話バージョンと言える鬼女。体つきは女人だが、身の丈3メートル、唇は大きく裂け、ぼさぼさに乱れた長いざんばら髪、牙も爪も鋭く獰猛きわまりない。肌は死体さながらに白く、鼻を刺す腐臭が全身から立ちのぼる。またたく間に千里を駆けるとされており、動きは稲妻のように俊敏。肉食性。
黄泉軍勢（よもついくさ）
イザナミに仕える和製ゾンビ。八雷神にひきいられる、腐乱した凶猛な死者の軍勢。怪物の中では珍しく、車両の突撃や銃火器でも殺せるが、通常の銃弾では急所にあたる頭部や心臓に一撃を受けなければ倒れない。数が非常に多く、1箇所につき黄泉醜女が1割に対し、黄泉軍勢は9割も出現する。
伊弉諾命（いざなぎのみこと）
日本神話で、妹であり妻であるイザナミと共に国土を誕生させた国生みの父神。《千引巌》を1人で動かす剛力を持つ強壮な神で、魔除けの髪飾りと櫛を所有する。古代シュメールのタンムズ、北欧神話のヘルモーズ、ギリシア神話の詩人オルフェウスや英雄ヘラクレスなどと同じ「冥府下り」を行った神であり、死した妻を求めて黄泉の国に降りるが、待ちきれずに約束を破って彼女の腐敗し穢れた姿を見てしまい、開きなおって怒ったあとでかつての妻を置き去りにして逃げ出し、1500体の黄泉軍勢に追われながら葦原中つ国に帰りつくと道返之石でイザナミを黄泉の国に閉じ込め、即座に川で身を清めるという逸話を持つため、アテナには「不実にして身勝手なる夫」と評される。
サンクチュアリ・黄泉比良坂にて再現された神話の一節で、イザナミから逃走し《千引巌》によって冥府と地上を永遠に隔てようとしていたが、地球から侵入してきたアテナが投じた黄金の槍に貫かれ命を落とす。
建速須佐之男命（たけはやすさのおのみこと）
日本神話でも最高の大英雄神。黄泉の国から帰還したイザナギが禊を行なった際、その鼻から生まれたとされる三貴子の末子。とんでもないマザコンで、亡き母イザナミを求めて全身全霊を懸けて号泣、これによって山の草木は枯れ果て、海も川も涸れ、悪しき神々が世にあふれるという禍いを起こしたと言われている、途方もなく傍迷惑な問題児であった。狼藉三昧のために高天原を追放されるが、地上をさすらう日々の中で成長、親切心から八岐大蛇と戦って勝利し、大蛇の屍から見つけた神刀を姉に捧げた後は、出雲国を治める王になったとされる。
黒髪を美豆良の形に、動きやすいよう手首と膝の下を紐で絞った貫頭衣を身につけて、腰には倭文布の帯を巻き、勾玉の首飾りをさげるという古墳時代の貴人の装いをした屈強な青年。顔の造り自体は端正だが、粗暴さと精悍さがはっきりと表れている。
荒っぽい逸話が多いが、単なる猪突猛進の闘士というわけではなく、だまし討ちもできる策士である。大蛇の尾から得た神刀《天叢雲劍》を疾風そのものの速さで振るい、神刀に宿る数々の霊験を使いこなす。闘気を激しい突風として放出し、周囲の敵を十数メートルも吹き飛ばすこともできる。また、八岐大蛇との戦いで《奇稲田姫》を『櫛』に変化させた伝説から、大切な誰かを櫛に変え、身につけることで守護する権能を持つ。さらに、姉の天照大神に反旗を翻したときに、城塞の代わりとして一千の剱を大地に突き立てたという古事記や日本書紀には記されない異聞を元に、一千振りもの刀剣を宙に浮かせ雷のように降らせる『千の剱』という切り札がある。ただし、この切り札は魔力をしぼり出さなければ発動できず、剣を御するために全精力を傾けるので咄嗟に中断することも難しい。
大阪における2度目の戦いで、八岐大蛇を生け贄としてイザナミの《同盟神》として地上に召喚される。だまし討ちとすぐれた剣技で蓮と戦い、イザナミを先に倒そうとした梨於奈から母を救うことで相手の思惑を覆す。《翼の契約》で魔力を大きく消耗した蓮を八岐大蛇の術と切り札によって追い詰めたが、蓮の策略に嵌り母を変化させた櫛を自らの術で砕いて殺してしまう。動揺して術を止めた隙に反射された自らの“光の刃”で重傷を負い、それでも復讐のために蓮へ立ち向かうが、彼が第4の権能を得ることを危惧するアポロンの光の矢によって頸を背後からつらぬかれ死亡する。
なお、《ユニバース235》にも別の速須佐之男命という元・まつろわぬ神が存在するが、こちらの建速須佐之男命とは違って日本の呪術界を統括する『正史編纂委員会』に影響力を及ぼす《古老》の一柱として、同胞の《玻璃の媛君》や《黒衣の僧正》と共にカンピオーネである草薙護堂に対して協力的である。また、容姿も青年ではなく老人である。
八岐大蛇（やまたのおろち）
日本国の八頭八尾の蛇神。日本神話でも最高クラスにメジャーな怪物。全長は4、50メートルとまさに『怪獣』と呼べる巨大さで、16個の目はホオズキのように紅く輝く。女神クシナダヒメを生贄に求めて彼女の住む村を苦しめていたが、地上をさまようスサノオに酒で酔わされ、寝込みを襲われるというだまし討ちで退治された。
《火》と《鉄》に深い関わりを持つ神霊。火に対する強力な耐性があるので火焰による攻撃は決定打になり得ず、口からは8筋の火焰放射を1キロメートル近く飛ばすことができる。さらに黒い砂鉄を西風に乗せて飛ばし、砂鉄同士を磁力で引き合わせ、その重みで敵を拘束することもできる。また、巨体の割に意外なほどすばやく、長い尾を振るい剣のごとき斬撃を放つ。
アテナの力で目覚めさせられ、イザナミの助太刀として大川に現れる。アテナの結界で《翼の加護》を失った梨於奈に重傷を負わせ、一行を撤退に追い込んだ。再戦では巻きついていた大阪城天守閣ごと梨於奈の紅蓮の焰で焼かれ、護法童子や鬼の武器で傷つけられるが、死亡する前にスサノオを顕現させる生け贄としての役割を果たした。

### サンクチュアリ・ヒューペルボレア
アポロン

白蓮王（びゃくれんおう）
『教主』と呼ばれる異世界《ユニバース235》の中国出身の《神殺し》。『サンクチュアリ・ヒューペルボレア』で海賊団《白蓮党》を率いている。鳥羽姉妹の素質を見込んで2人の師匠になる。
地竜
ヒューペルボレアの冥府に住まう魔竜。城にも負けないほどの体軀は硬い鱗に包まれ、背中にはコウモリに似た翼を生やす。口からは青い火焰を放ち、その爪はいかなる刀剣も色あせる斬れ味を誇る。
『力ある者の死と再生』を再現するためにヒューペルボレアの《運命の繰り糸》に操られ、《冥府下り》をした者を襲って殺害する役目を与えられており、アポロンを殺害している。準備もなく冥府下りした蓮を殺した時には、復活が失敗しかけた魂魄状態の彼に対し、地母神との縁から《友達の輪》で自らの精気を分け与えた。しかし、復活したアポロンによって逆襲され死亡する。
 《水の乙女》
ヴァハグンの妻である女神。神々しい黒髪の乙女の姿をしている。オーディオドラマに登場。
《鋼の軍神》と共生関係を持つ『水の女神』の1柱。相手が所持する権能を見抜く力と、キルケー同様神殺しから権能を吸いとる権能を持っている。剣の神の伴侶なので自らも神剣の扱いにも長け、稲妻のような斬撃を放つ。
神話世界ヒューペルボレアの、ヴァハグンの聖域がある島に住む。死んだ夫を復活させるために火の力を欲しており、護堂が隠し持つ『火の精』である『白馬』を奪うべく神域で彼を襲撃、《天叢雲劍》を吸い取る。《東方の軍神》も奪おうとしたが、すんでのところで護堂に逃げられてしまったため、護堂が天叢雲を取り返しに来ることを予見し、自身の島を訪ねてきた蓮に、護堂を海賊だと吹き込んで衛兵役を依頼する。だが、戦いの中で梨於奈が火の鳥であることに気づいたために狙いを変更し、自らの命を糧にヴァハグンを復活させる。
ヴァハグン
《焰の戦士》と呼ばれる《水の乙女》の夫。太陽のように輝く両目を持ち、青銅の鎧を身につけ、焰の髪と髭を生やす逞しい青年。オーディオドラマに登場。
アルメニアの英雄で、悪竜ヴィシャップを倒した竜殺しの勇者にして剣の神、太陽神。真紅の海から生える葦より生まれた《鋼の軍神》でもある。アルメニアとイラン高原は地続きであることから、古代ペルシアの軍神ウルスラグナの影響を受けて生まれた兄弟のような神格である。
戦闘に特化しており、雄叫びをあげるのみで雄弁家でおしゃべりなタイプではない。《水の乙女》が護堂から奪った《天叢雲劍》を指揮棒がわりに連射可能な「焰の弾丸」を流れ星のように地上に降らせる遠隔攻撃を持ち、着弾するなり爆発して爆焰を巻き起こす。遠距離攻撃で倒しきれない相手に対しては、肉体を3倍ほどふくれあがらせた巨人となり、体格に合わせて大きくなった剣を豪快に振るう。稲妻に化身して空を飛び、電撃を放つこともできる。全身から発生する紅蓮の焰と高熱は、熱エネルギーを《太陽を喰らう者》で奪われながらも、周囲の海水を全て蒸発させるほど。太陽神なので光の力に耐性があり、全身が熱した金属のごとく融解しても死なず、八つ裂きにされて死んでも復活するという頑丈さの持ち主。
かつて神域を襲った大洪水の時、《水の竜》との戦いに敗れて八つ裂きにされて殺された。妻が命を糧としたことで彼女に強引に融合する形で体を復活させ、梨於奈を体内に吸い込んで《焰の戦士》としての力を取り戻す。護堂と蓮を相手に戦ったが、2発分の『白馬』とコピーされた焰弾を食らい、自身の力を超える太陽の力を受けて敗北。取り込んでいた梨於奈と天叢雲を吐き出し、全身がどろどろに融解するほどの重傷を負いながら海に沈んでいったが、持ち前の頑丈さから死は免れる。
その後は溶岩流もどきの姿のまま「焰の運び手」となり、灼熱の神力で岩さえ融解させて『溶岩の沼』に変えながら、海辺のあちこちに出没しては、あらゆるものを全部呑みこみ、灼き尽くしていた。斬撃や打撃といった物理的な攻撃が通用しない強敵だったが、遭遇したドニとの戦いに敗れ、完全に死亡して権能を簒奪された。
草薙 護堂（くさなぎ ごどう）
声 - 松岡禎丞
異世界《ユニバース235》の日本から『サンクチュアリ・ヒューペルボレア』にやって来た《神殺し》。《ユニバース492》にて、1857年に《結社カンピオーネス》を創始した「チェーザレ・ブランデッリ」と同一人物。

### その他の神
パンドラ
全ての神殺しを見守る義母にして、古き偉大な女神の1柱。ギリシア神話の『パンドラの箱』の伝承で知られる。

### 地上世界

#### カンピオーネス
ジュリオ・セザール・ブランデッリ

六波羅 蓮（ろくはら れん）

《白き女王》
“男装の麗人”を思わせる凜々しい声が特徴の女騎士。《カンピオーネス》創設時からの幹部であり、2代目の総帥。かつては女戦士《アマゾン》の国の女王にして、馬と槍と騎士を司る荒ぶる軍神であった存在だが、チェーザレの騎士となって今ではその末裔を守護している。長身で豊かに膨らんだ胸を持つが、その体は霊体。上半身と腰までをおおう鎖帷子に籠手、脛当てを付け、白いマントをまとい腰には長剣を佩き、仮面のついた白い兜で蜂蜜色のショートヘアと凜々しい美貌を隠している。
正体はチェーザレこと草薙護堂の守護騎士ランスロット・デュ・ラックで、自らの子を《ユニバース492》へ置いていかざるを得なくなった護堂が守護を託した。
アニタ
《カンピオーネス》に所属する、ポルトガル出身の女性。アニメと日本刀が人間になるゲームが大好き。「図書研究費」の制度を利用して、『ソドミズムおよび現代視覚文化の考察を進めるため』という名目で、アニメの円盤やマンガ、“薄い本”を買い集めている。
アイーシャ
異世界《ユニバース235》出身の神殺し。見た目の年齢は10代後半、褐色の肌に黒髪、グラマラスな肢体で可憐な顔立ちをしていて、ノリの軽い性格や、無邪気に無自覚に周囲へ被害をばら撒く性質は前作から全く変わっていない。《空間歪曲》を多発させた元凶であり、《破滅予知の時計》がある洋館で、《眠り姫の呪い》にかけられて『聖杯の眠り姫』として160年も眠っている。気合いと根性で生き霊になって身体の“外”に出る特技を習得しており、厩戸皇子に勝るとも劣らない霊格の高さを誇る荒御霊となっている。

#### 神祇院
高司 日那子（たかつかさ ひなこ）
神祇院の最高責任者『御巫筆頭』。端然とした気品と年齢なりの美を備えた老婦人で、昔は誰もが振り返るような美人であったと確信できる容姿。結構やんごとない血筋のお姫さまで、長年《媛巫女》のつとめを果たしてきた。
組織の長と言っても名目だけで実権はなかった。だが、神祇院本部に張られた結界を破った蓮を“はとこの息子”と言って庇ったのがきっかけで蓮やカサンドラと親しくなり、蓮の親戚という設定を貫いたことで、“サンクチュアリ・黄泉比良坂”の事件後は役職相応の権力を発揮できるようになった。
清秋院 真希（せいしゅういん まき）
神祇院本部付けの監察官。秩父の由緒ある呪術の名家である『清秋院』の出身。梨於奈の上司であり、父親同士が兄弟の従姉妹。年齢は20代半ば、手をかけてなそうなショートヘア、赤いフレームのメガネをかけている。よくも悪くもかしこまらない性格であり、雰囲気も緩くにこやかで、格好がラフなので宮仕えしているようには見えない。明治時代に先祖が海外留学をした時にチェーザレ・ブランデッリに謁見した縁から、家ぐるみでブランデッリ一族とは付き合いがあり、ジュリオとも昔から知り合い。日那子とは子供の頃から親戚同然のつきあいをしてきた気安い関係。
初恋もまだであろう梨於奈の婚約報告には、「物理的にあり得ない」「宇宙の法則に反している」と失礼なことを口走りつつ呆然とした。
なお、《ユニバース235》にも別の清秋院家が存在するが、こちらの清秋院家とは違って呪術者を統括する組織『正史編纂委員会』に対して大きな影響力を持っている。
鳥羽 梨於奈（とば りおな）

鳥羽 芙実花（とば ふみか）

鳥羽 ゆとり（とば ゆとり）
梨於奈の母。鳥羽一門の先代の長であり、4年前に周囲からの期待に応える形で、資質にすぐれ覇気あふれる娘にその役目を譲る。長女によく似たスリム体型だが、極めて浮世離れしておっとりした性格で、やわらかな顔つきにそれが現れている。
娘の急な婚約には当初は反論したものの、簡単な説得だけであっさり納得して婚姻を了承する。
鳥羽 文彦（とば ふみひこ）
梨於奈の父。鳥羽家の入り婿で、旧姓は「清秋院」。妻と同じく極めて浮世離れした性格。民俗学、考古学、比較文化学にも通じていて、生家で学んだ術は活かさず、京都の大学で教鞭を取るかたわら、バイトでこっそり真偽あやしい歴史トンデモ話を書きとばすライター仕事にも精を出しており、しばしば副業を手伝わせている長女からは、そろそろ学会を追放されないかと心配されている。口数は多めだが、会話の途中でまったく別方向に話題を振ることが多い。
飛鳥井 猛（あすかい たける）
飛鳥井家の総領息子である20代後半の青年。熊野鴉衆をひきいる『熊野の長』。神経質そうな細身の男性。前当主の孫で、先代が3年前に老衰で亡くなり跡を継いだ。
《八咫烏》の系譜につらなる正当な継承者でありながら、八咫烏の転生である梨於奈の1パーセントの力も使うことができず、彼女に対して鬱屈した気持ちを抱えている。一方の梨於奈からは毎年の総会で顔を合わせているのに存在すら忘れられている。梨於奈曰く「『男のプライド』みたいなものは必要以上に持っていそうなのに、ずいぶんとひよわな男性」、末御門店主曰く「飛鳥井家のぼんぼん」。仮にも呪術の一門を預かる使い手で、相手の呪力を漠然と察せられるだけの鋭さはあり、並レベルの呪術戦なら役立つ術も使えるものの、神や神殺しレベルの戦いに身を置く者には太刀打ちできない程度の実力しかない。
神祇院の理事たちを説き伏せて梨於奈へ私怨を晴らす許可を与えられ、帰国した彼女を湯島天神で襲撃するが、吐息1つで敗北。リベンジのため部下を連れてカサンドラの誘拐を目論むも、相手の思いがけない格闘センスの前に当初から計画が躓き、謝罪する機会を与えるため善意から敢えて連れ去られた王女を取り戻しに来た蓮たちに圧倒され、切り札として実家から持ち出した神宝『千引巌』も無効化されてしまう。最後の手段で己の命をかけようとするが、己の誇りのために臣下を顧みない姿勢を見かねたカサンドラに延髄をしたたかに蹴り抜かれて失神、痛烈なお説教を受ける。それでも諦めずに禁を破って本体の封印を解き、神祇院の本部を襲撃するが、自らが顕現させた黄泉醜女に食い殺されるという因果応報の最期を遂げた。
末御門店主
でっぷり太った大男だが、髪は長く、ゆったりしたドレスを着ているというハチャメチャなオネエ店主。東京都文京区湯島で純喫茶『M』を営む傍ら、陰陽道・末御門家の頭領として帝都東京の治安を守っている。梨於奈の決して多くはない“盟友”で、彼女の生意気な性格も割と好んでいる。

#### 亡霊
厩戸皇子（うまやどのおうじ）

役小角（えんのおづの）
奈良県の生駒山が地元の、平安の大修験者。通称《役行者》。修験道の白い法衣を着て、首から結袈裟、膝から下には脚絆を身につける背の低い老人男性。京の朝廷によって伊豆に流されたことがあり、今でもその恨みを忘れていない。聖徳太子ほど知名度は高くないため自力で発声できず、霊媒の通訳を必要とする。
前鬼・義学と後鬼・義賢という身長8メートルほどの2体の鬼神童子を式神にして使役する。前鬼は全身赤く、逞しい裸形に腰布を巻き、鉄斧を持ち、大きく開いた口から灼熱の劫火を吐き出し、後鬼は全身青く、女性の体つきで、ベストのように袖のない着物と腰布を身につけ、両手で抱えた鉄瓶から強烈な水流を放出させる。
厩戸皇子同様《友達の輪》に呼ばれ、奈良亡霊（OB）軍団の1人として、同じ賀茂氏のよしみで、黄泉醜女から逃走して地元の生駒山へ向かう蓮たちを援護する。イザナミとの再戦へ向かう梨於奈へ鬼神童子を貸し与える。イザナミを撃破した後は、『現世にいると疲れる』と言って黄泉国へ帰還した。
聖ヨハネ
1世紀頃に『世界の終わり』を幻視したキリスト教の僧侶にして、世界がどのように崩壊を迎えるかを詳細に書きつづった新約聖書のラストを飾る最もメジャーな終末予言書《ヨハネの黙示録》の著者。くたびれて埃っぽいフード付きの外套を着た巡礼の修道僧じみた姿の老人で、数多の苦労を経て疲れと悲哀に充ち満ちた顔には多くのしわが刻まれる。人柄は預言者というより親切なおじいさん風。亡霊なので全身が透けている。
空間歪曲のなかにさえ現れる多元世界の旅人であり、地上世界の『滅び』を幻視したことで地球を目指して移動しており、ヒューペルボレアの『女神の島』から地上へ通じる空間歪曲の出口に佇み、《ヨハネの黙示録》をえんえんと暗唱していたところに、神話世界から帰還する蓮たちと出会う。自分をヨハネだと見抜いた梨於奈へ地上に『滅び』が迫っていることを教え、終末の行く末を見届けるために地球へ向かう。その後、《友達の輪》に呼ばれて『奈落の底』を落ちていく梨於奈たちを救い出し、共に滅亡した世界を見て回るが力の限界を迎え、アテナが持つ《終末の器》に気をつけるよう忠告し、《救世の神刀》を探すようアドバイスをした後で姿を消した。

#### その他魔術関係者
デヤンスタール・ヴォバン
異世界《ユニバース235》より地上に新たに現れた、「侯爵」と呼ばれる欧州最凶の《神殺し》。神殺し同士の戦いで死亡した後に転生を遂げているため、実年齢よりも若々しい青年の姿をしている。
陸（りく）
白蓮王の最初の直弟子であり、《観測所》で管理者をしている黒髪の青年。
下級天使
旧約聖書ゆかりの聖地であるアララト山に降臨した天使。全長8メートル。神気は強大だが力は従属神クラスで、絶望的なほどの差はない。闘気を旋風として放ち、最大級の颱風を引き起こす。
『サンクチュアリ・ヒューペルボレア』への空間歪曲が小アララト山のふもとで呼び起こされたことで覚醒し、近くにいた蓮を宿敵として狙う。しかし、蓮達は空間歪曲の中に逃れ、自らは《聖杯》の神力で顕現した《白き女王》の槍で雲海の彼方まで吹き飛ばされて消滅した。

#### 一般人
チャナティップ
亀有在住のタイ人男性。元ムエタイ選手・プロボクサーで、趣味で総合格闘技に手を出したこともある武術の達人。20年ほど前に来日し、雑居ビルの1階で格闘技の“ジム”と、店内の特設リングで繰り広げられるキックボクシングの試合を観戦できる『ムエタイ居酒屋・マイペンライ』を、亀有駅前で経営している。
幼少期の蓮に格闘技を仕込んだ師匠にあたる人物。

## 用語

### 神・神殺し
神殺し
神を殺してその肉と魂を食らい、人を超えて神に近しい存在となった戦士たちの総称。神の《権能》を奪って神に等しい力を得た、地上の魔術師全ての頂点に君臨する《魔王》。『獣』とも、“神を喰らった者”とも呼ばれる。いつの頃からか人間の内よりごく稀に現れるようになり、奇跡と強運の恩寵を受けてその偉業を成し遂げる。並行世界の神殺しと同じく、「生物としてあり得ないレベルの生命力」「あらゆる魔術師を凌駕する呪力、並びに心身に直接作用する魔術の無効化」「優れた言語習得能力」「獣と同等の暗視能力」「殺した神から権能を簒奪する」といった体質を持ち、その性質は「人の皮をかぶった魔獣」にも例えられる。
神々とは不倶戴天の仇敵同士であり、神々も神殺しも互いに対面すれば闘志が湧き上がってくるという性質がある。神域に大いなる変化と災厄をもたらす存在として神々からは危険視され、たとえサンクチュアリの崩壊を止める立場であってもその存在が神域に与える影響は少なくないため、1つの神域に長くとどまるべきではないとされる。また、神殺し同士の関係は、“神を殺めてまで己の意志を押しとおそうとする愚者ども”なので2人も揃えば揉めごとになるのも同様で、神と神殺しの出会いの方がまだ穏便とも言われている。
ユニバース492では「神話世界が地上と繋がった場合、神界に向かって神話の筋書きを書き換える」ことが主な役目。その過程で必要ならば「神さえも殺す」ことが求められる。
なお、『最後の王ミスラの世界』とも呼ばれる《ユニバース492》の地球では、ミスラが地上に降臨するまつろわぬ神々を誅殺する活動をしていたために、19世紀半ばに並行世界から来訪した2人を除けば、15世紀以前から21世紀まで1人も神殺しが誕生してこなかった。
神
神話世界に住み、人類の上に絶対者として君臨する存在。権能と呼ばれる神秘の力を持ち、世界のひとつやふたつ、好きなように滅ぼすことのできるほどの実力から、基本的に人類は争いうる力を持たない。また、梨於奈のように古代の神が生まれ変わった存在も確認されている。なお、神話世界の種類によっては、一部の強力な怪物も“神の同族”として扱われる場合がある。死亡すると砂や塵のように崩れて雲散霧消するが、時に岩塊のように変化して形を残す場合もある。
地上に現れる神の強さは『どれほど揺るぎない己を持つか』で決まる。神を神たらしめる魂の高貴さ、高潔さを、自らおとしめるような行為をすれば自我の崩壊（アイデンティティ・クライシス）を起こし、神としての根源が揺らいでしまうので、自ら立てた神としての誓いを軽々に破るような真似はまずしない。
権能
自然を操り、文明と世界そのものを破壊し、あるいは造りかえる、といった人類では抗うことのできない絶対的な“神を神たらしめる”聖なる力のこと。《神殺し》は一個人の意思と才覚のみによって権能を掌握することで、神に等しき力を得る。
あまり杓子定規なものではなく、はっきり言えば適当な代物なので、ひらめきに任せてその場のノリとセンスで様々な応用変化を加えた用法を実現できる。

#### 六波羅蓮の権能
ネメシスの因果応報
六波羅蓮がギリシア神話の因果応報の女神ネメシスから簒奪した第1の権能。
その本質は『自分に加えられた攻撃を好きなタイミングで跳ね返せる』という能力で、敵の武具、獣の爪や牙、神の権能などあらゆる“悪意ある攻撃”を無効化して反射できる。相手の攻撃を“よく見る”ことを条件に発動し、発動中は秒速150キロメートルにもなる稲妻を見切れるほどに動体視力が加速される。右手の人差し指と中指をそろえて立てる仕草を『ネメシスの聖なる二指』として、能力の“トリガー”としている。発動中に受けた攻撃のダメージは無効ないし軽傷となり、即座に報復するだけでなく攻撃をストックして任意に解放することも可能。時間差で発動する場合は、敵の武具を持った『ネメシスの顕身（アバター）』を幻影として一時的に具現化させて権能を行使する。ストックできる数にも一度に解放できる数にも上限はないため、貯め込んだ攻撃を一気に解放して敵に集中砲火を浴びせることも出来る。一般的な魔術師が使う「ささいな手妻」程度の呪術であれば、かわすまでもなく奪いとり、そのままたたき返すこともできる。ネメシスは正義の女神でもあるため、対象にする相手の罪とパワーが大きいほど跳ね返す神罰も極悪な威力になる。二指で触れたものから因果の痕跡を読み取ることもできる。過去の事象を現在に再生する性質から、時間操作の要素も持つ権能とされる。
欠点は相手の攻撃をギリギリまで見ないと発動できないことで、意識が外れたときに受けた攻撃は無効化できない。かわしそこねた攻撃も反射できるが、ダメージに見合った苦痛が跳ね返ってくるデメリットがあり、時間経過と共に心肺への痛みと機能低下に襲われ、痛みが一定ラインを超えると仮死状態に陥ってしまう。さらに、過去と現在の因果を操る瞬間に干渉されて発動をとっさに中断すると、敵に向かうべきダメージが全て自分自身に跳ね返ってしまうという弱点もある。また、降りかかった災厄は半月程度しかキープできず、基本的に神話世界を旅する過程で攻撃を蓄積していくため、イザナミが関西に侵攻した際にはストックが不足して決定打を欠く事態に陥った。なお、因果を操る権能なので、『運命を断ち切る』権能は無効化できない。
基本は自分に向けられた攻撃を跳ね返す力だが、柔軟にアレンジを加えて自分以外のものを対象に力を使うことも可能。善行を為した対象に1回のみの使い切りで『因果応報の加護』を与え、災厄から守ることができる。ただし加護を与えた者が受けた災厄は蓮に負債としてチャージされ、ピンチの時に心肺への負担として牙をむくという代償があり、苦痛が上限を超えると対象も仮死状態となる。相手がなんらかの“悪行”を為しているという前提で『罪の大きさ』への因果応報により神罰を願うことも可能で、十分な精神集中をして戦場で発動すれば、大地に刻みつけられた『罪の記憶』を読みとり、戦死者を動く死人（リビングデッド）として呼び出し敵軍（=加害者）を攻撃させる『死の軍団（デス・アーミー）』という形で報復が行われる。さらに、冥府という特殊な環境下で死ぬ前に他人の命を優先して救おうとした者に限り、命の祝福を与えて死者の蘇生を行うことも可能。その対価に自分自身の心肺が完全に潰れて死亡しまうという副作用があるが、作中では不死の竜から精気を分けられて一時的に不死身になっていたこと、癒しの符による治療が間に合ったことで辛うじて復活できた。
《サンクチュアリ・ヒューペルボレア》で冥府帰りを経たことで力が増し、因果応報をストックせず、通常の生き物なら心臓、神秘の幻獣にとっては魔力や生命の源となる何かが存在するところというように、体内の核となる重要器官のある急所へダイレクトに応報のダメージを突っ返すことで即死させる、という強力な新戦法を習得する。
また、ネメシスが逃走に長けていた逸話から、逃げ足の速さを反映して神速のスピードと反射速度も獲得する。普段は常人より少し素早い程度だが、ネコ科の猛獣めいた身ごなしとしなやかさで軽やかに動き、完全発動状態では雷撃と同等の速度に達し、垂直のビル壁も駆け上がる。海上を走ったり飛行したりはできないが、水中でも魚雷並みの速度で迫る相手を泳いで回避可能で、“一種の飛翔”ともいえる大跳躍を行い姿勢制御によって翼ある天使のように空中でスライドすることもできる。《白蓮王》との戦いを経て、フェイントから死角を突くまでの一連の動作をすべて神速で行うことで視界から消える「偽・無影脚」や、小ステップによるフェイントを繰り返すことで最大7人までの『分身』ができるようになった。神速能力の中では肉体への負担がきわめて少ないが、「少し先の未来へ移動している」という時間操作に由来する性質から、複数名で神速を行使するとそれぞれの因果がもつれ、権能が大暴走してどこに到着するか分からないという事態に陥るため、単独での移動にしか使えない。あくまで『他者に襲われたとき』の備えであり、先に相手から攻撃されていないと発動できず、自分の意識が攻撃に傾きすぎている場合や、自分以外の対象に向けられた攻撃に巻きこまれた場合は発動に失敗する可能性がある。さらに、光速の攻撃は回避しきれない。こちらも冥府帰りで強化されて、減速によって空中で静止状態を維持するなど、緩急自在のコントロールをも身につけた。
なお、命をかければ都市国家一つを丸ごと破壊する威力の神罰すら反射でき、その場合の威力は神を数柱一度に殺せるほどになることが示唆されている。ただ、大きな力を報復するためには長時間の精神集中が必要で、強力で大規模な攻撃をとっさに跳ね返すのは難しい。加えて無効化にも上限はあり、国一つを滅ぼす攻撃を無効化しようとすると高確率で失敗する恐れがある。
アテナが地球を崩壊させた時には、『運命』と『歴史』という超自然の意志からの『歴史の修正力』という後押しと、アイーシャの権能《幸いなる聖者への恩寵》によって授けられた『至上の幸運』を受け、神具《パンドラの空箱》を使うことで、全長数百メートルのネメシスの幻影が空中に出現、生きとし生けるものを全て消滅させた罪への報いとして、世界改変のリセットという大奇跡を成功させた。ただ、権能の限界を超えた大それた願いで、この状態でも成功する可能性は万に1つもなかったほどの難業であり、成功後も幸運の反動でこの権能を封じられ、『ちょっとだけ人間離れした程度の身軽さ、すばやさ』くらいの力しか使用できなくなっていたが、アレクとの戦いで自らの中で封じられていた力に対して《友達の輪》を使用することで再度発動が可能となった。
友達の輪
六波羅蓮がギリシア神話の愛と美の女神アフロディーテから得た第2の権能。
《友愛の帯》と呼ばれる神具の効果を利用し、親しい友人知己、あるいは情人に何かを無心する権能。物品だけではなく、元気や知恵、能力まで貸し借りできる。だが、現在は神具本来の力が大きく制限され、昔馴染みの神を呼び出して「おねがい」したり、交渉を友好的に進めたり、餞別を貰う程度の力でしか無くなっているので、どれだけ餞別をもらえるか、交渉が成功するかは蓮の『人間性』に依存する。また、“もとからの知り合いがいない世界”においてはとにかく四方へ念を送り、近くにいる相性の良い神に祈りを届けて駆けつけてもらうが、状況次第で相手が到着するまで数分単位で時間が空く。対峙している敵対者とも言葉を交わせる程度の効果はあるが、力を借りるのはまず不可能で交渉が限度。呼んだ神が来てくれるかは相手次第、一度呼んだ神の再召喚は失敗率が高い、必ず何かを貰えるわけではないという「出たとこ勝負」な特性から、梨於奈は「ソシャゲのガチャ」に例えた。加えて、ステラと蓮のどちらか一方の独断では発動することすらできない。そのためあまり当てにはできず、コネの利く相手かすぐ友達になれそうな神にたまたま出会ったときが一番使いやすい。当初は遠くから神を呼び出した場合はステラの「MP消費」が甚大になり、回復までにかかる時間も長いので濫用はできないという欠点もあったが、蓮だけでなくステラも冥府帰りを果たしたことで以前より力が上がり、短時間での連続使用が可能となって発動効率が向上した。また、空間歪曲が出現しすぎて穴だらけになったヒューペルボレアでなら、他の神話世界出身の神々を呼び出すことも可能になっている。
神と出会うことなど滅多にない地上世界ではほとんど本来の用途をなさないが、応用として、人間に取り憑いた『霊』を捧げさせることで除霊が可能。さらに、神殺しの力で悪霊を屈服させた後、それらが生前身につけていた技能を一時的に操れる。
また、《翼の契約》で聖なる契約を結んだ相手の一族に縁のある相手を呼ぶこともできる。梨於奈からは八咫烏の霊力を借りることも可能で、音速に近い速度での完全なる飛翔や《金鵄之大祓》、青白い灼熱の浄め火「神火清明」を使いこなし、不死の象徴である太陽の力を以って死神の権能に対抗できるようになる。しかも、カンピオーネとしての絶大な呪力ゆえ、梨於奈より威力は上になる。なお、こちらは《翼の契約》と違って結界などで遮断されることはない。その他、消耗がひどいときには、ステラから体力と呪力を捧げてもらい戦闘を継続できるまで回復することも可能。
《因果応報》の封印後は、それを補うように力を増し、親しい相手へのおねだりは『召喚』の手順を省略して迅速・簡便に処理できるようになり、「事後承諾」で友人の所有物を無断拝借できるようになった。ただ、無断拝借した物はあまり長い時間は『キープ』できず、使用者当人が使用中だと呼び寄せる段階で失敗する。加えて、すくなくとも1日は間を空けないと同じ相手には「おねだり」できない。
なお、ステラ自身は《友達の輪》という『名は体を表す』呼び方を「バカっぽい」と嫌っている。
友愛の帯
女神アフロディーテが所有する愛慕と友愛の情を意のままに操る神具にして、女神の気高き衣装のひとつ。アフロディーテが腰に巻いている白い帯で、権能を行使する際には薔薇色に輝く。
本来なら愛のパワーを振りまいて、世界中の人類を虜にできる。さらに、神々でさえその霊験にはあらがえないため、ヘラが夫をたぶらかすために借りたこともある。しかし蓮の権能となったことで、力が大幅に失われている。
翼の契約
六波羅蓮がギリシア神話の勝利の女神ニケから簒奪した第3の権能。
『空飛ぶパートナーを作り、神と戦える力を分けあたえる』という能力。神殺しと眷属とした対象との間に“力の絆”を繋げ、霊力の源を授けて攻撃の威力を通常時とは比較にならないほどブーストし、神話レベルの戦闘に介入できるだけの力を持たせる。梨於奈に使った時にはパワーが数段階上昇し、命令なしで能力解放が可能になるといった効果が現れた。また、『殺しても死なないほど頑丈で生き汚い生命力』を借りることもできるので、受けた傷は短時間で癒え、骨は超合金めいた硬度に強化され、筋肉も脂肪も強靭になる。このつながりの効果で、互いがどこにいようと以心伝心で考えを伝え合うことが可能となり、契約者が健在か否か、負傷の有無、魔力の消耗度合いなどを教えてもらえる。なお、契約者は蓮の『剣』であるため、眷属が神を倒せば主人の権能が増える。
神の結界などの特殊な手段でつながりを断たれると、力の供給も意思疎通も不可能となるという欠点があるほか、パートナーがダウンしていると使用不能になる。さらに、一度に大量の魔力を持っていかれた場合、魔力の再生産が終わるまで蓮の足と体がふらつき、その間は術的耐性が低下するというリスクもある。
力を与えられた対象は、勝利の確信と全能感がこみ上げてくる。眷属は無意識のうちに主人からのパワー供給や身体の接触を求めてしまう衝動に襲われるという副作用があり、蓮、もしくは彼と一心同体のアフロディーテとふれ合うことで心身の充足を得る。また、契約の影響で主人の記憶の断片が見えることがあるが、主人の側から眷属の記憶を見ることはできない。
契約者を介して第三者に呪力を与えることも可能だが、正式な契約を結んでいない相手を強化できるのはごく短時間で、制限時間を超えると動悸を起こして動けなくなる。
時間凍結の魔眼
六波羅蓮がギリシア神話の智慧と闘争の女神アテナから簒奪した第4の権能。
虹色に輝く左の瞳から呪詛を放ち、限られた空間内の『時間を止める』魔眼。『かりそめの死』、つまり仮死状態に追い込む『毒の視線』の権能であり、人でも物でも形のないものでも、属性も関係なく、何でも時間ごと凍結させ、呪詛を解かない限り、硬直したものは動かそうと力をかけてもびくともしない。普通の人間なら最低でも2時間は停止させられる。呪いを受けにくいカンピオーネの時間を止められるのは通常1、2秒程度だが、部分的に凍結して敵の権能を封じることはでき、特に神速による“時間移動”に対しては発動自体を凍結できるので天敵と言える。また、カンピオーネにさえ悟らせないまま発動できる利点があり、相当に気合いを入れないと抗うことも難しい。暴走と隣り合わせだが、力を振り絞った全力バージョンなら神殺しでも数百秒は動きを止められる。魔眼の光は蓮の視線でもあるので、虹色の輝きに満たされた場所に意識と認識を広げて全てを知覚し、目をつぶれば肉眼では見えないはずのものも遠隔視できる。
範囲の制御が難しい権能で、当初は「街ひとつ丸ごと止めてしまう」など暴走気味であり、現在も不意を突かれると対象以外の物まで凍結してしまう。カンピオーネ本人ではなく眷属なら時間凍結が効くものの、主人から力を注ぎこまれると解けてしまう。あまりに広範囲を凍結させると体力を使いすぎて疲労困憊し、権能は使用できるものの、しばらく動けなくなるというリスクもある。
アテナともともと同一の神格だった蛇の魔物メドゥサの死神としての権能である《石化》の魔眼がベースだが、蓮が倒したアテナが“終末の女神”となって全世界の時間を停止させていたことから、微妙に性質の異なる《時間凍結》という能力になったとされる。

### 異空間
サンクチュアリ
空間歪曲の先に存在する、世界各地の神話を再現した“異世界”。神々が住まい、神話の一節が『今まさに進行している出来事』として再現される。別名を神話世界といい、現地の神は《神域》とも呼ぶ。また、異なる歴史を歩んだ世界が数え切れないほど並行して存在しているという世界の在り方のことを多元世界と称する。
地上との繋がりの弱い世界では、本来その世界に無かった物が地上から持ち込まれると、矛盾が生じないように「別の物質」に差し換えられることがある。置換が起きなかった場合も原則として物資の補充は不能なので、現地調達が基本となる。神性の強い物品を神話世界から地上へ持ち込むことはできないようで、空間歪曲を超えるときになくなってしまう。また、日本の『浦島太郎』の逸話と同じく地上と神話世界では時間の流れる速さが異なっており、地上の人間は所詮はかりそめの旅人でしかないので、神域でどれだけ長く過ごしても歳は取らない。
その先にいる存在が時空を超えて地上世界（=地球）へ影響を与えることを《異空間災害》と呼称する。異世界から怪物が門を超えて出現することがあるだけでなく、滅びる運命の神話世界と繋がった場合は滅びが地上に伝わって未曾有の災害を引き起こす鍵となるおそれもあるため、神話の筋書きを変え現世の崩壊を食い止める必要がある。また、そのような事態では空間災害警報が発令され、民間人へもニュースで危険を知らせている。
異なる神域同士は地続きではなく、地上の人間世界でも、神話世界でもない《狭間》の領域が間に広がっている。果てなき闇が広がる空間で、目を凝らせば遥か遠くに星の輝きに見える小さな光がいくつかまたたいている。まともな人間であれば決して立ち入ることのできない領域だが、神々の超常的な力ならば空間の狭間を飛び越えて移動できる。
空間歪曲
神話世界の入口となる特異点。星雲に似た直径100メートルほどの「光の渦」の形状をしている。
別の世界から《ユニバース492》にまぎれこんだ神殺しであるアイーシャ夫人の権能《妖精郷の通廊》が変質したことが発生の原因。アイーシャが1857年に眠りについてから160年間は発生することもなかったが、21世紀に入ってからは眠りが浅くなってひんぱんに出現するようになった。《ユニバース235》では発生することはないとされていたが、ラーマ王との最終決戦から5年後に出現し始め、アイーシャがリタイアして一旦は発生しなくなったものの、それから数年経った頃には再び出現の兆しが見えつつある。
内部が安定していれば、通常は48時間以内に縮小を開始する。一度閉鎖すれば普通の人間が自力で行き来することはできなくなるが、《秘蹟の再誕》などの魔術で再び開通させることは可能。
あまりに大量発生すると近くのユニバース同士が衝突、融合し《混沌の海》という災厄となる。
観測所
漆黒の空に浮かぶ『小惑星』に酷似した岩塊に建てられた、石造りの神殿。どこの時間連続体にも属さない特異点のひとつで、無数に存在する神話世界と、そのゲートである空間歪曲を観測するための特殊な領域。電波もWi-Fiも飛んでいないが、電池が続く限りスマホのアプリやミュージック機能は使うことができる。
現在は《白蓮王》の管理下にあり、彼女の大魔術による仕込みで、目当ての空間歪曲が見つかったら、岩塊ごと勝手にそこまで飛んでいく仕掛けが施されている。
怪物（クリーチャー）
神話世界に生息する「この世ならざる存在」。然るべき呪術の手順を踏んでから攻撃しないと“なかったこと”にされる性質があるため、ただの近代兵器で討伐することは困難。
生と不死の境界
現実世界とはちがう霊界のような場所。不死の領域から神々が出てきて神殺しと面談するなど、特別なことが色々と起こる。

#### サンクチュアリ一覧
サンクチュアリ・トロイア
ギリシア神話の神話世界。神域では、ギリシア神話最大級のエピソードの一つである10年間続いた大戦争・《トロイア戦争》が再現されている。詩人ホメロスの叙情詩『イリアス』『オデュッセイア』で描かれた「神話の戦争」を舞台とするため、オリュンポスの神々や怪物も各陣営に分かれて参戦しており、本来の筋書きではトロイアの陥落に続く神罰で都とギリシア軍の船が海に沈められることでサンクチュアリが崩壊すると考えられていた。
実際にあった「史実のトロイア戦争」が元になっている神話世界なので、場所は紀元前13世紀頃の地中海とエーゲ海周辺に、文化水準はミケーネ文明によく似ており、金属も青銅器が主流だが、神秘的な力で古代の技術レベルを超えた大型帆船も製造されている。気候は温暖かつ乾燥しており、高い樹木は少なめ。騎士道精神の発生から2000年以上前であることから、「美女は勝者のトロフィー」とされる風潮が一般的で、奴隷制も両陣営で採用されている。
イタリアのシチリア島タオルミーナ・トルコ領のキプロス島・インドネシア・日本の兵庫県神戸市ポートアイランド北公園の4カ所に出現した空間歪曲と結合する。ゼウスが引き起こした豪雨が地上にも波及して関西地方だけでも死者172名の被害が出ており、筋書きを改編してトロイア側を勝者に導くために蓮と梨於奈が派遣され、戦争の10年目、『イリアス』の終盤に当たる場面から神話に介入することになる。最終局面において『トロイの木馬』に潜入したギリシアの英雄と城塞外から侵入した2万の軍勢が、トロイア側の英雄や蓮が呼び出した『死の軍団』と交戦、神々まで直接参戦する事態となった。その最中にアテナがゴルゴンの呪詛を解き放ち、全ての人間を巻き込んでトロイア城塞全体が石化するも、都市を嵐と大波で洗い流す直前に蓮がアテナを撤退に追い込み、ギリシア兵の石像を船で海に流した後で梨於奈の《禍祓い》によって石化を解いたことで滅びの運命を免れた。
トロイア
小アジアの古代都市国家であり、ダーダネルス海峡から3、4キロメートルほど離れた小高い丘の上にある難攻不落の城塞都市。四方を囲む日干し煉瓦製の城壁は高さ10メートル弱で、東西に約250メートル、南北に約200メートルの規模。“黄金の都”と呼ばれるだけあって非常に裕福で、史実のトロイア同様陸海の交易拠点となる商業都市として非常に栄えている。銀の粒が『通貨』として用いられ、市街には様々な人種が居て、長い戦争でほぼ籠城中の割に活気にあふれている。
王族はゼウスの血統を引く英雄一族なので、王女も含めて皆があらゆる武芸に通暁できる素養を持ち、神聖な血筋の名残なのか王家の者は少し耳が尖っている。アマゾンや東の大国ヒッタイトとも盟友関係にあった馬を神聖視する騎馬民族にルーツを持つ『馬飼い慣らす国』で、そのため王族でも弓馬の心得を持つ。
トロイア戦争においては、アフロディーテ、アポロン、アーレス、アルテミスといった非ギリシア圏の神々、所謂“外なる神”が味方についている。
ギリシア連合軍
ミュケナイ王アガメムノンを指揮官とするギリシア諸国の連合軍。パリス王子と駆け落ちした元スパルタ王妃のヘレネーを取り戻すという大義名分の元、交易で栄えるトロイアの財宝を狙うなど、実態はヒッタイトを滅ぼした『海の民』と同種の『海賊団の寄せ集め』に近く、梨於奈は「史実の海賊行為を美化したもの」という説を支持している。そのため数は十分でも内輪もめが絶えず、統率がゆるゆるなので、散発的にしかトロイアとその勢力圏を奪えない。英雄と呼ばれる者たちも含めて兵士全般が非常に野蛮で、殺した敵の妻子を奴隷にする行為が一般的に行われる。
トロイア戦争では、アテナ、ポセイドン、ヘラなどが味方についており、与する神々の数はトロイア方よりやや多い。
 オリュンポス
サンクチュアリ・トロイアにおいて最も天空に近く、神々が住まうとされる聖域。標高3000メートル近い平べったい山頂には神々が集う白亜の宮殿が存在し、その規模は屋外から大広間まで5キロメートル以上あるほど巨大。神王ゼウスを頂点とするオリュンポス十二神の他にも様々な神が所属しており、現状では中立を含めて3つの派閥に分かれて内戦状態にあるが、神同士での直接戦闘は極力避けようとする傾向にある。

サンクチュアリ・ミズガルド
北欧神話の神話世界。《ユグドラシル》という超弩級のトネリコの上に九つの世界が載っているかなり広大な神域。北欧神話の人間族の居住地域に由来する名を付けられている。太陽や月などの地球近傍に存在する天体は、宇宙空間に浮かぶ世界樹を中心に周回している。神秘の力を持つ種族として、アス神族とヴァン神族という2つの神族、アールヴと呼ばれる妖精たち、鍛冶と細工の技に長けた地底小人ドヴェルグ、《巨人（ヨトゥン）》などが存在する。
古代ゲルマン人の伝承をもとに中世（9世紀から13世紀）北欧の勇猛な海洋民族ヴァイキングたちが伝えていた神話が元になっているため、野蛮かつ質実剛健な風潮で、『くじけない心』と『死すら恐れず戦う闘志』が尊ばれる、いわば『修羅の国』のような世界である。誕生したばかりで海も陸地もなかった頃、ひとりの巨人が死に、死体が大陸となっただけでなく、屍からは草木や動物、人間、神々新たな巨人たちも生まれ、流れ出た血は海になった、という創世神話が存在する。最終的には3年以上続く冬の後で、神々と巨人や魔物の全面戦争《ラグナロク》によって世界の全てが焰に包まれ燃え尽き、ごく一部の生存者を除きほとんどのものが滅亡する運命にある。なお、最終戦争をオーディンに予言した巫女がいるため、アスガルドの神々は滅びの運命をすでに知っている。
かつてスペインのムルシア州に空間歪曲が出現したものの、内部はきわめて安定していてそこそこ平和な状態だったため、その時は20時間程度で収束しはじめた。しかしヴォバンが《詠う呪文書》に命じて《秘蹟の再誕》を行使させて再び門が開通し、本来ラグナロクの到来と同時に解放されるはずのフェンリルを侯爵が「定められた運命を変える」権能で解き放つ。これにより逆説的に冬が訪れると共にラグナロクが勃発してしまったため、事態の収拾に蓮たちも協力することになり、フェンリルを殺して運命を引き継いだヴォバンを蓮が受け持ったことで死すべき運命の神々にそれぞれ加勢ができ、そのおかげでラグナロクは神々の勝利となり神域は崩壊を免れた。しかし、3年以上も冬がつづき人々の心が荒廃しきったところで発生する本来の最終戦争とは違って、今回のラグナロクはショートバージョンだったようで、巨人や怪物たちも滅びていないため再発の芽は残っている。
ミズガルド
ユグドラシルの真ん中当たりのひときわ大きな枝に位置する人間族の居住地域。周囲を大海に囲まれた広大な大陸の中央部に存在する。水清く、農作物の実りも豊かな豊穣の世界。気候は寒冷かつ湿潤で広葉樹の森林が多く、自然だけを見れば風光明媚な印象を受ける。木造建築が主流で、泥炭煉瓦の家は少ない。田舎では貨幣経済が未発達で物々交換が主流。食文化は素朴で大雑把だが、地産地消が基本なので食材は新鮮。主食は大麦のおかゆ。原初の巨人ユミルの“まつげ”から生まれた人の背丈の10倍以上は高い『石の柱』状の防柵を国境とし、その東方と北方には《ヨツンヘイム》が広がり、地下には小人族と闇妖精の住む地底世界《ニザヴェリル》が存在する。人間たちの基本がヴァイキングであることに加え、周囲に危険が多い危険な世界なので、戦士たちはかなり野蛮である。
ベルセルク
人間族の死をも恐れない狂戦士。なめし革や鉄の防具をまとい、毛皮を身につけ、中にはドヴェルグの魔剣・魔槍を所持する者もいる。人間を圧倒する巨体と怪力を持つ巨人を相手に一切怯まず、多くは返り討ちに遭うが、時にその蛮勇で強敵を強引に打ち倒してしまうことさえある。世界観的には男子の憧れの職業のような扱いとされている。
ヨツンヘイム
ミズガルドの東方と北方に存在する巨人国。巨人と狼、怪物たちの住む荒涼とした危険な世界。暗い森と沼、草木のほとんど生えない凍てつく荒野ばかりで、一年中ほとんど雪の止まない地域も多い。東の果てには大海が存在し、リアス式海岸が十数キロメートルほど続いている。
ラグナロクではミズガルドオルムの上陸に伴い、海岸付近が大洪水に見舞われる。
アスガルド
アス神族が住み、ユグドラシルの上の方にある枝に位置する第1の神界。虹の橋ビフレストの向こうに存在し、緑の野原、青い湖、紅葉に染まる山が広がる美しい『天空の島』。第2の神界ヴァナヘイムに住むヴァン神族との戦いに勝利し、彼らを譲歩させる形で講和した。
ヴァルハラ
アスガルドにある、神王オーディンが所有する壮麗な石造りの大宮殿。高さは5、6階相当で、質実剛健なサンクチュアリ・ミズガルドでは他に類を見ない、『城』と呼ぶにふさわしいサイズ感を持つ。白樺の屋根には黄金の盾が敷き詰められ、城壁には戦士たちが一斉に出陣するための540もの門がある。客室には客人に不自由させないよう素朴な木製家具が備え付けてあり、炉床では放置しても決して火事を起こさない魔法の焰が燃えている。ラグナロクに備えて集められた天上の戦士《アインへリヤル》が生活する場所でもある。
ラグナロクでは蓮とヴォバンの決戦の場となり、《ラグナロクの狼》が直撃したことで押しつぶされ、跡地には直径数百メートルのクレーターが穿たれた。
アインヘリヤル
主神オーディンの戦士として選ばれた総勢800余名の人間。ヴァルキュリエによってヴァルハラに招かれた『勇敢な戦いの果てに死んだ戦士』たちの死後の魂であり、『死せる勇士』とも呼ばれる。普段はヴァルハラで暮らし、毎日の練習試合で仲間と殺し合い、夜になると蘇って大量の肉料理と酒を飲み食いする豪勢な大宴会を開く日々を繰り返している。その使命はラグナロクが到来したとき、オーディンのしもべとして戦うこと。
ラグナロクでは神々やヴァルキュリエたちと共に虹の源へ出撃し、巨人たちが乗る船を迎え撃った。
ムスペルヘイム
北欧の最下層に存在する“焰の世界”。乾ききった炎暑の領域であり、灼熱の大地には草木がほとんど生えず、絶えず火花が散り、焰の柱が天を焦がし、河川の代わりに煮えたぎる溶岩が流れている。
地の果てに存在する底も向こう側も見えない広大な裂け目「ギンヌンガガップ」により、隣り合う氷の世界《ニヴルヘイム》と隔てられている。

サンクチュアリ・黄泉比良坂（よもつひらさか）
日本神話の神話世界。名前は、不慮の死を遂げた妻伊弉冉命を取り戻すため、伊弉諾命が黄泉の国に向かう時に通ったとされる、この世とあの世の境目にある坂・《黄泉比良坂》に由来する。時代的には奈良時代より前の、稲作が根付いた頃の日本に酷似しており、竪穴建物や田んぼ、櫓に似た木造の神殿などが存在した。『神々の国』高天原のほか、地上には人や獣が住む葦原中つ国があり、地底に存在する黄泉国とは黄泉比良坂で繋がっている。
紀伊半島東端の七里御浜にある神宝《千引巌》をふたにして、地球と繋がっている。私怨で熊野鴉衆が巨石を移動させた時点で、ちょうどイザナギが黄泉比良坂を通ってイザナミがひきいる1500体の屍鬼の軍勢から逃走する場面が再現されていた。本来は、《千引巌》により冥府と葦原中つ国は永遠に隔てられるはずだったが、地球から冥府の扉を通って神域に侵入してきたアテナがイザナギを殺害したことで神話の筋書きが改変され、中つ国に帰還した女神イザナミが放った幾千、幾万の黄泉醜女と、その千倍、万倍もの黄泉軍勢によって生物が全て殲滅され、瘴気によって草木は枯れ、太陽は闇に呑みこまれ、ひび割れた大地は大津波に襲われるという形で終焉を迎え、荒れた海面は茶色く濁り、海底とつながりのない小島のような大地の破片が100個近く浮かび、食い殺された人間の屍だけが残っている。
その後、神域で成すことを終えたイザナミの手で、京都、大阪、兵庫、奈良の24箇所に《空間歪曲》が出現し、歪曲点1つにつき十数体から100体近くまでの範囲で《黄泉軍勢》（うち1割ほどは《黄泉醜女》）が放たれる。イザナミの力で太陽は登らなくなり、世界は闇に包まれる。屍鬼たちは周辺に居た者を捕食し、警察・自衛隊も基地や駐屯地付近以外では劣勢に追い込まれた。「未曾有の国難」が訪れる中、梨於奈が放った12体の“八咫烏もどき”が降らせた火の言霊によって敵の約8割が浄化され、取りこぼしには神祇院関係者が対処にあたることとなる。一度はイザナミを追い詰めるも、アテナの横槍で蓮たちは敗走し大阪から奈良まで撤退。だがイザナミの影響で活発化した死者の中から、《友達の輪》の効果で奈良亡霊軍団として厩戸皇子と役小角から支援を受けられることになり、誕生の言霊で新たに生み出した2万体以上もの黄泉醜女の群衆を梨於奈が大阪城天守閣ごと焼き尽くし、首謀者のイザナミと《同盟神》のスサノオが死亡したことで事態は収束した。

サンクチュアリ・ヒューペルボレア
ギリシア神話に登場する、『北風の彼方』という意味のきわめて温暖な常春の国・ヒューペルボレアにちなんで名付けられた神話世界。別名・3092時空。一説では、貧しくみすぼらしい暮らしにあきれた旅人が、それ以上進むことをやめたという伝承も残るが、アポロンがオリュンポス山へ現れる前に1年ほどその地で暮らして、法を施き、人々に秩序をあたえたとも言われている。常に白昼で夜が来ず、アポロンを讃える頌歌にあふれ、国内を流れる大河の砂には黄金に輝く琥珀が数限りなく埋もれているという理想郷。歴史家ヘロドトスによると、アポロンの聖地デロス島にはヒューペルボレア人からの奉納品が届いたとされる。
『楽園伝説』として語られる神話とは違い、『海と島の世界』であり、気候はドイツやフランスの中北部ほどの冷涼さ、昼夜の変化もきちんと存在する。文明はおよそ紀元前3千年紀あたりの、新石器時代と青銅器時代の中間程度で、土器製作、石器加工はかなりの高水準、加工の簡単な金・銅製品はあるが、冶金技術が必要な鉄製品は存在しない。使用言語はトロイアよりも古いインド・ヨーロッパ語族の古代言語。住民の生活スタイルは半農半牧で、海が多いため釣りや漁もさかん。斧などの金属の工具はないので木造建築は掘っ建て小屋程度しかなく、牧畜民は天幕を住居とし、船も基本は骨組みだけが木製の皮船である。海上交易の拠点でも世帯数は500戸前後、人口5〜6000人とささやかで、ほとんどの島では村すら形成されず、1家族だけで暮らしている場合もある。通貨の概念はまだなく、交易は物々交換で行われる。大海原はおおむねきれいな群青色をしている。識字率は高くないが、地球で言う『楔形文字』に似た象形文字が使われ、手書きと『パピルス』に類似の製法で手作りされた紙により、貴重品として書物も作られている。なお、東西南北の概念があるので、地球産の方位磁石も機能する。
『非常に古いインド・ヨーロッパ語族の創世神話』を再現する、「大地をはぐくむ聖獣が死すことで、陸地を増やしていく」という法則が存在し、海に投げ込まれた獣の亡骸はまたたく間に膨張して立派な『島』となる。《犠牲の獣》と呼ばれるこれらの聖獣は、北欧神話の『はじまり巨人』、インド神話の原人プルシャ、ペルシア神話の原初の雄牛などの、「創世神話に登場する『獣』」に相当する。誕生した島には1時間も経たずに草花や木々が生い茂って森や川が形成され、鳥獣まで誕生し、時間が経てば人間も生まれてくる。聖獣は供物としてひんぱんに捧げられる『牛』が最も多く、鹿、馬、イノシシ、ゾウ、狼といった普通の動物のほか、百足の足が生えた芋虫のような怪物や、ぶよぶよした肉塊も含まれる。ギリシア神話に出てくる国の名前でしかなく「ヒューペルボレア神話」は存在しないにもかかわらず、ヒューペルボレアという名称が使われるのは、『世界の創造』の法則で生まれたばかりの島の住み心地の良さが理想郷を思わせることに起因している。元が人間に都合のいいあれこれが誕生する神話であることから、獣は“人の求めるもの”を次々と生み出すという法則があり、欲しいものはよく島を捜せば発見できるようになっている。
この神域は、インド・ヨーロッパ語族の民族移動で広まった洪水伝説の“その後”、つまり一般に神話では語られることの少ない大洪水で滅びたあとの世界である。羅濠の調査では、神々の怒りに触れて大洪水が起き、陸地はほとんど海底に沈んで海ばかりの世界となって、沈みゆく大地には水の竜、地の竜、悪鬼などが現れ、古き神々や英雄を打ち破ったとされている。敗死した神々の一部は『甦りの時』を待っており、ふさわしい『贄』が捧げられた時には復活できる。ここでは神の名は重要ではなく、称号で民に認知され、崇められるという、非常に古い信仰の形がごく素朴な形で残されている。また、滅ぶ前の世界の遺物は海に沈んでおり、『海から流れ着く』か『海底から拾ってくる』かして、文明レベルに不釣り合いなオーパーツの宝飾品も利用されている。神と人の距離がきわめて近く、神の血を引く人間が市井に紛れて普通に生活しており、誇張抜きで『ご町内に数名』は名匠が存在する。
聖域には《大地を広げる者》という称号で讃えられる神や英雄がしばしば現れ、最大の島にある洞穴から《冥府下り》を行い、無残な死を遂げた後に『火と光』の神性を得て復活し、一度は敗れた相手に逆襲を遂げることで《光を持ち帰りし者》の称号を授かる。ヒューペルボレアの冥府は、英雄たちの『死と復活』が運命の糸で定められた必然のごとく繰り返される場所で、力を以て他者を屈服させる戦神、英雄、悪魔、神殺しは等しく『死と再生』の対象になり、“力ある者”は十全に力を発揮できなくなっているため必ず苦難に見舞われ、よほどの僥倖に恵まれなければ敗北する。《運命の繰り糸》によって、《試練を乗り越え、死すらも克服する英雄の物語》を再現しやすくしているが、副葬品や魂、生け贄といった復活を促進させる準備もなく殺された場合は復活に失敗する恐れがある。地上も冥界も、ヒーローズ・ジャーニー及び『死と再生の物語』がほとんど自動的に幾度も繰り返される土地であることから、梨於奈は《英雄界》と例えた。
アポロンによると、かつてのヒューペルボレアは石器時代のコーカサス地方（現代のジョージア、アルメニア、アゼルバイジャンなど）に存在していたという。ヒューペルボレア人は、ゴブスタンに《聖なる神々》である『動物たちの絵』を描いた者と同一の牧畜の民で、彼らは青銅のあつかいさえも知らず、石を削って道具や武器としていた。幾千年もかけて新天地を求め、馬を飼い慣らして馬車を駆る騎馬の民となって東、西、南へと旅立っていったことから、ギリシア神話、インド神話、ペルシア、北欧、ケルト神話の神様の故郷とも言える場所であり、幾多の文明と神々を生みだした原郷でもある。
アイーシャが作った『通廊』が、空間歪曲として小アララト山のふもとに残っている。たしかな位置を伝える神話は当代には残っていないが、アポロンは忘我の境地に至ったカサンドラの力でゴブスタンに残る図像の『未来』の変化を幻視させ、神域の門を開くための『鍵』とした。
神話世界の中でもかなり特殊な位置付けにあるとされ、この神話世界を訪問したアレクサンドルは『神々と神殺しが入り乱れる箱庭にして闘技場』と形容し、時代や世界の壁を飛び越えて神殺しが何人も集まりつつある。本来石器と青銅器程度の文明しかなかったが、神殺したちが文化英雄となって『もっと未来の知識、概念、技術』を伝えてしまったことで、恐ろしい速さで文明が発展。最古の神話が改変されてしまったせいで『最後の王』を生み出すはずの後世の物語も歪み、いくつもの世界が滅亡に追いやられながらも勇者降臨のシステムが機能しなくなってしまう。
冥府（めいふ）
ヒューペルボレアの地の底に存在する、死者が暮らす土地。ヒューペルボレアで最も大きな島の山肌に空いた洞穴から地続きになっている。洞穴の中は人や獣畜の行き来があるためか、どうにか馬車でも進める程度の路面になっている。殺風景で、恐ろしく荒涼とした灰色の大地ばかりがひたすらつづき、たまに岩山や枯れ木がある程度、空は毒々しい紫色で薄暗い。乾いた大地の地割れから魔竜が出現するだけでなく、黄泉醜女に類する犬歯の鋭い小鬼たちも生息している。死の在り方、肉体と魂の行く末は地上とちがっていて、生ある者はどんな神に加護されていようと、冥府の門をくぐったときに“仮の死”を迎えて時間が止まり、“2度目の死”を迎えても亡骸は腐らず、『過去と現在の因果』を操る権能の影響も受けやすい。
女神の島
《水の乙女》が住まいとする島。自然の恵みゆたかで、草地と森、小川があり、あちこちで可憐な花が咲き乱れ、ウサギやシカが生息している。周囲の海は栄養過多で濁り、青緑の海藻や苔、白い泡などが浮いている。
島のあちこちでヴァハグンに捧げるための篝火が焚かれており、その『焰の道』はヴァハグンの聖域へと通じている。神域の洞窟には『戦士の獲物』である竜や獣の壁画が描かれ、錆びついた剣とヴァハグンの八つ裂きにされた遺体を納めた8個の壺が安置されている。また、島内には地球のトルコ領東端へ繋がる空間歪曲が存在する。

### 組織
カンピオーネス（Campiones）
《神殺し》チェーザレ・ブランデッリがその礎を築いたとされる南欧の古豪魔術結社。魔術師の業界では最も権威ある組織（ギルド）の1つ。
『カンピオーネEX!』より、ミスラとズルワーンによって『ユニバース492の1857年』に送られたアイーシャ夫人を探すため、『最後の王がラーマ王だった世界』こと《ユニバース235》から時空を超えてやって来た21歳頃の草薙護堂が1857年に設立した魔術結社であり、初代総帥『チェーザレ・ブランデッリ』は彼の偽名であることが語られた。設立初期はフランスのマルセイユに本拠地を置き、《聖杯》から生み出される“災厄の獣”に対処する過程で欧州各地の魔術結社や国家にも影響を及ぼすようになり、200余名の魔術師たちが忠誠を誓っていた。《聖杯》を回収してからはスペインのバレンシアに拠点を移し、護堂たちがもとの世界に帰還した後は、護堂とエリカの子供たち（レオナルドとモニカ）が成長するまでの間、2代目総帥を《白き女王》（＝ランスロット・デュ・ラック）が務め、16年後には稀代の魔術師に成長したモニカが3代目を継ぎ、彼女には子供がいなかったため、1880年代前半に双子が両親に会うため世界の垣根を超えて旅立つと、4代目にはその甥となるレオの息子が就任、以降も代々ブランデッリ一族の者が総帥の地位を受け継いでいる。
家門の影響力は強く、日本の旧家にも顔が利くなど各地にコネが存在する。空間歪曲とその先の神話世界について最も熱心に研究していることで有名で、研究成果の一部は会員制データベースでネット上に公開している。現総帥の少数精鋭主義のために慢性的な人材不足だが、神殺しである蓮に加えて欧州トップクラスの“達人位階者（マエストロ）”を10名以上擁している。閉鎖的なことの多い魔術師業界では珍しく、合理的な考え方ができ、陽気でノリの良い者たちが多いため、人間関係のストレスは少ないとされる。
構成員は自分の研究テーマに役立つ書籍や映像ソフトを『経費』で購入してもらえる、「図書研究費」という制度がある。「一見『寄り道』にも見えるテーマを追求することで、進展する研究もある。決めつけや先入観で新しい文化の追求を拒むべきではない」という総帥の柔軟な考え方から、明らかに趣味の私物でもかんたんに購入申請が受理される。
年代的に正しいといわれる『聖杯』を保管しているバレンシア大聖堂の地下礼拝堂にて、1000年以上前に横死した地母神の亡骸を極秘で管理している。聖遺物に宿る絶大な規模の呪力のプールを結社では畏敬の念を込めて《聖杯》と呼び、『神との対決』を想定した切り札として儀式魔術『雷の秘儀』に転用できるように調整を施している。また、バレンシア市内に所有する洋館では、世界の破滅を知らせるという《破滅予知の時計》や、160年前に眠りについたアイーシャ夫人を終末への切り札として管理している。
神祇院（じんぎいん）
日本の呪術と神事祭礼を密かに取りまとめる祭祀機関にして、日本国を呪術によって守護する組織。京都の嵐山にある寺院を本部としている。《異空間災害》のスペシャリストで、非常時には都道府県知事などからの要請を受け『準・国家公務員』として事態の解決に動く。名目上の最高責任者は『御巫筆頭』だが、実際に組織の権力を握るのは数人の理事たちである。
日本全国の呪術者、霊力者を門派・一族ごとに網羅したデータを持っており、呪術の家門や高位術師の婚姻にしばしば干渉する。日本の伝統を頑なに守り続けているため、西欧の魔術結社に比べて前時代的な風習に固執する。老害の見本のような構成員も多いらしく、梨於奈のように若くて優秀な者は人間関係でストレスを溜めている。
神殺しの力には懐疑的で、当初は梨於奈の婚約にも反対していたが、イザナミと蓮との決戦を見届けると即座に掌を返し、欧州の《カンピオーネス》に日本人の神殺しを先に取られたことを内心苦々しく感じつつも、組織の一員が妻になるなら悪くはないと判断、“忖度”で国と大阪府を言いくるめるなど協力体制を強固にしている。
なお、ユニバース235においては『正史編纂委員会』が同様の役割を持つ組織として存在する。ただし、神祇院とは違って正史編纂委員会を創設した『四家』（沙耶宮・清秋院・九法塚・連城）という四つの呪術の名家が、正史編纂委員会に対して大きな影響力を持っており、正史編纂委員会に対して背後から指示を行う《古老》という超常的な存在たちも存在している。
媛巫女（ひめみこ）
日本各地を霊的に守護する特別な巫女。由緒ある呪術の家門に生まれ、しかも生まれながらに優れた霊力を持つ乙女だけが任をまかされるため、全国合わせても5、6人しかいない。梨於奈もオファーを受けたことがあるが、柄ではないと断っている。
なお、ユニバース235の日本にも《媛巫女》が存在するが、こちらの媛巫女とは違って万里谷祐理や清秋院恵那も含めて30人以上存在しており、『正史編纂委員会』に対してもある程度の影響力を持っている。
熊野鴉衆（くまのからすしゅう）
『八咫烏の末裔』をキャッチフレーズにしている和歌山の呪術一族。飛鳥井家を頭領とし、霊鳥の血と加護を受け継ぐと称する。八咫烏だけでなく、建速須佐之男命や伊弉冉命とも縁が深い。神武天皇と八咫烏が最初に出会ったのが熊野だったことから自分たちを“本場”と考えているため、実際に戦場となった大和国（奈良県）を本場とし、八咫烏に化身したカモタケツノミを始祖とする賀茂家（並びに鳥羽一門）とは仲が悪い。一族の誰も八咫烏の霊異を使えないため、特に八咫烏の転生体である梨於奈に対しては自分たちの劣等感もあって私怨を抱いている。
火の精を呼んで八咫烏の真似をさせ、翼長7、8メートルの黄金の鳳凰を具現させる術を使う。ただし梨於奈が顕現させる本物に比べれば数十万分の1の力しかなく、「マッチの火と本物の太陽」程に格下。
私怨に固執した結果、サンクチュアリ・黄泉比良坂の崩壊という大惨事を引き起こし、当主であった猛は自分で顕現させた黄泉醜女に捕食され死亡してしまう。
白蓮党（びゃくれんとう）
神話世界ヒューペルボレアで《白蓮王》（= 羅濠）が率いる海賊団。王は『教主』の称号で呼ばれる。1000名を超える構成員は白い布で顔を隠している。羅濠の暴君さは相変わらずで、敵に敗北した罪は死でつぐなわせ、重臣と巫女以外は羅濠を直接見ることも声を聞くことも許されていない。
海賊としては異常なほどに統率が取れており、近現代の軍隊と同等の訓練を施されている。さらに、武器としてカタパルトを利用するなど、金属器の普及すらまだな世界においてレオナルド・ダ・ビンチ級のチートを実現している。
『弱い者いじめはするな』という掟を厳守させており、武器を持たない者や武芸を知らない者は襲ってはいけない決まりになっている。代わりに兵士や護衛隊は大首領から授かった中国拳法でかなり容赦なく遠慮なしにたたきのめし、守り手がいなくなった街から結構な額の「羅濠を崇拝する会」の『会費』と、『押しかけ用心棒』として街の治安を維持したり外敵を追いはらう『用心棒代』を上納させる。
大小30以上の群島を支配し、最も北に位置する美しい島には『王の館』が建てられている。この館はシンプルな平屋造りの木造建築の屋敷だが、金属製の工具が発展途上なこの世界の文明では建造の労力が大きかったことが容易にうかがえる。
『海王の都』建国後は、同国に所属して同じ活動を行っている。

### 道具
破滅予知の時計（ドゥームズデイ・クロック）
ジュリオが管理を行っている神秘の法具。直径3メートルのクラシカルな円形機械式時計。時計の針が零時零分を指すと終末の時が始まり、世界に神々の怒りと嘆きが渦巻くとされている。崩壊の危険性が高いサンクチュアリと地上が接続すると針が進み、異世界の問題を解決すると針が巻き戻る。
結社カンピオーネスが設立初期から『聖杯の眠り姫』アイーシャを隠すために保有する、スペインのバレンシア市内にある洋館の礼拝堂内に安置されている。
破滅予報の真偽のほどは不明だが、実際時計が23時47分を指した時には、曇り空のすっきりしない天気が続き、太平洋と大西洋に面する全ての陸地で震度4から5の地震が発生するという全世界規模の災厄が訪れた。23時59分を示した時には、アテナが隠し持つ《水の滅び》による大雨と、アポロンからあずかった《焰の滅び》による気温上昇が続き、真冬の北半球が真夏のように温暖化するなど地球規模の異常気象が発生、この状態が続けば南極大陸の氷が溶け出して海面が上昇し、大洪水が起きて陸地の大部分が海に沈むと予想された。
その後、アテナがアイーシャを殺そうとして館を襲撃した際に焼失する。
友愛の帯

太陽の矢
ギリシアの太陽神アポロンが所有する神界の矢。鏃が黄金製で、他者に進呈すると相手の手の中に吸い込まれて消える。アポロン自身が銀弓から射ることにより、刺さった相手を黄金の光とともに消滅させ、焰と爆裂の神力を込めて着弾時に爆発させる。絶大な魔力をこめた本気の一撃は、光と熱と衝撃の爆風をまき散らしながら炸裂、梅田スカイビルの20階分、あるいはHEPの上半分を燃やしつくし、灰燼に帰す巨大な光球を発生させる規模の大爆発を引き起こす。
他人が使う場合は人差し指で天を指す動作とともに発動し、輝く太陽から黄金のレーザー光が『太陽光の柱』のように降り注いで対象を灼き尽くす。1本の矢につき発動回数は1回で使いまわしはできないが、複数本を同時使用して威力を高められる。なお、その使い道をアポロンの側で監視することもできる。
アキレウスの盾
ギリシアの鍛冶神ヘパイストスがテティスに請われ、アキレウスのために鍛えた神聖武具。木をベースに青銅板を5枚貼り付けた重量のある丸盾で、神の攻撃すら跳ね返す白銀の防御壁を展開する能力を持つ。アキレウスは殴打用の武器としても使い、体ごと神速で叩きつければ大型ダンプですら大破する衝撃が発生する。
アキレウスを倒した戦利品として蓮が受け取り、梨於奈に譲渡される。ニケからの逃走やアテナ戦で役に立ったが、神性が高かったため地上世界へ持って帰ることはできなかった。
バレンシアの聖杯
バレンシア一帯の地脈と深くつながり、大地に命と活力を吹きこむ一方で、豊穣の大地から膨大な精気を吸い上げる神器。1000年以上前に地上に降臨し、最後の王ミスラによって誅殺された大地母神「エフェソスのマリア」の亡骸が変化したピンク色の岩塊。すさまじいほどの呪力を宿した聖遺物で、『選ばれし者』が見ると美しい雌牛や女神を幻視する。
1857年まではバレンシアの農村にいたキリスト教の異端・セルウィトス派の村人たちに《漆黒の聖母マリア》として崇められ、贄として捧げられた命を数限りなく喰らい、吸収することで『力』をたくわえていた。しかし、ミスラとズルワーンが『魔王封印』のために書いた筋書きにより、力を封じられたうえで送られてきた『神殺しの獣』であるアイーシャを吸収したことで暴走し、地脈と繋がって霊気を集め、湧きあがった『命の雲』から“災厄の獣”と呼ばれる多様な神獣を発生させるようになる。魔王チェーザレが災厄の獣を倒すようになってからは、呪力を過剰なまでにチャージして若返りを解いたアイーシャに力関係を逆転させられ、地脈と強く結びついて破壊が困難になっただけでなく、神殺しの荒ぶる魂に引きずられる形で死せる地母神の荒御霊が覚醒する。その後、バレンシア大聖堂の地下へと移されるが、アイーシャとの繋がりが薄れたことを危ぶみ、バレンシア全土に地震を発生させる『凶事』を発生させると脅し、自らに相応しい権威を得るという目的も兼ねて、神殺しを除けば人界において至高の力を与えるという条件で護堂とエリカの子供を祭司に要求した。その際、護堂の権能として呪力を供給されていた《白き女王》（ランスロット）に自らの石片を与え、バレンシア一帯の地脈と《聖杯》から呪力を引き出すための霊的な結合と契約を結び、“聖杯の精気”によってランスロットは護堂のもとを離れてひとりで行動できるようになった。満足に権能を振るうための活力源となっていたが、繰り返し行使すればバレンシアの大地が干上がり、地脈に計り知れないダメージが及ぶ危険があったので、滅多に全力は出せなかった。
150年以上経った21世紀では力を引き出す魔術のしかけが進化しており、下の地面には欧州魔術による複雑怪奇な魔方陣が刻まれ、絶大な規模を誇る呪力のプールから《白き女王》に力を供給して発動する儀式魔術『雷の秘儀』が可能となっているほか、呪力が尽きればバレンシアまで戻る必要があるものの、バレンシアの外でもブランデッリ家の者を守護して戦闘を行える。だが、世界の終わりが近づいたことで、地脈のダメージを気にするより、《白き女王》をスタンドアローンで活動させるほうが重要だとして、大地から聖杯を切り離すために呪具の斧で砕かれ、飛散した破片は全て《白き女王》が吸収した。
ヘルメスの羽根
ギリシアの旅人の守護神ヘルメスが緑色の羽根を使って作製した神宝。月に一度頭に思い描いた国へ飛ぶことが可能となり、触れることで旅先の知識を得ることができる。
トロイア王宮の宝物庫に収められていたが、蓮の元に向かうことを決めたカサンドラが勝手に持ち出して所持している。しかし、カサンドラがアポロンに誘拐された際に失われる。
山羊戦車
アス神族の雷神トールが所有する戦車（チャリオット）。トールの聖獣である2匹の山羊タングリスニルとタングニョーストが牽引し、時速4、500キロメートルのスピードで疲れを見せず疾走する。魔法の効果で乗り手の安全性は高いので走行中に振り落とされることはないが、揺れがひどく乗り心地は最悪で、2つの鉄製の車輪は雷鳴のような轟音をあげる。トールが操れば電光の速度で空を飛ぶことさえ可能。
ミズガルドの国境にある防壁を修復に向かう蓮たちへ一時的に貸し出され、ヴォバンとの初戦後に返却された。サンクチュアリ・ミズガルドでの移動のほぼ全てで利用され、現地の人々から「トール様のお使い」として最大限の協力を得られたことから、トールから授かった品の中では一行に最も有り難がられた。
トールの絵札
雷神トールの似姿を描いた木札。古代の技法で『線で描いた人型の記号』のような素朴なイラストが描かれている。札に祈ることで雷電とともにトールを呼び寄せ、守ってもらうことのできる神宝。
雷の火打ち石
雷神トールが所有するふたつセットの黒い石で、火のないところに火を付けられる便利なアイテム。打ち合わせると青い火花が散り、薪などの燃え種がなくともキャンプファイヤーさながらの火力で勢いよく燃焼し始める。水に濡れた状態でも使用可能。
情熱の蜂蜜酒（ミード）
飲めば体力絶倫、情熱爆発の薬効を持つ雷神トールお墨付きの名酒。蜂蜜の香りと強い甘味があり、嗅ぐだけで酩酊しそうなほどアルコール分も強い。体力絶倫の効果は、神殺しの生命力と癒やしの神咒が組み合わされば心肺機能がほぼ停止した状態でも数分で蘇生させるほどに強力。加えて情熱爆発の効能で短時間ながら強力な惚れ薬と同等の現象を起こし、好感のある相手の顔を見るだけで多幸感が込み上げてくる。
蓮たちに最初に渡したもの以上の薬効がある蜂蜜酒も存在しており、こちらは蓮と梨於奈の婚約祝いとして譲られている。
神の靴
アス神族の森の神ヴィーザルが母親から贈られた魔法の革靴。革の端切れで作られているが、分厚い靴底は鉄の硬さを持ち、羽毛のように軽い。さらに、フェンリルの牙も力も封じ込める逸話から強力な狼封じの霊験が宿っており、蹴りで狼の権能を押さえ込み、投げつければ聖なるトネリコの巨木に変化して狼を拘束できる。なお、人型をしていない者が使う場合、足が漆黒の“鉄で造ったカバー”につつまれる。
狼の権能を持つヴォバンに対抗するため、オーディンからの指示で蓮に貸し出され、梨於奈に預けられた。
千引巌（ちびきのいわ）
本来は黄泉比良坂の入り口につながる冥府の扉をふさぐための「ふた」として伊弉諾命が使用した神宝。1000人がかりでようやく動かせるという巨大な岩壁とされている。本体は山の一角と同化した高さ50メートル、幅20数メートル、重さ数千トンの巨石で、伊奘冉命を葬ったとされる七里御浜で古くから御神体として崇拝されてきた。
伊弉冉命の霊験により冥府の門を開くこともでき、腐肉のような甘い悪臭を放ち、皮膚を嫌らしく撫でる不気味でおぞましい“瘴気”を大地から発生させ、生ある者を白い煙で包んで数十秒で死滅させる。本体から生まれた秘石にも、穢れに充ち満ちた烈々たる呪力の波動を放ち瘴気を呼ぶ効果が宿り、石ころ程度の大きさでも広い公園を瘴気の煙で満たすことが可能。さらに、本体の巨石から発生した瘴気の中から《黄泉醜女》を顕現させることもできる。ただし、命の源である太陽の光輝に照らされることで冥界の気は浄化されるので、本物の八咫烏の神力を使えば一瞬で穢れの残滓すら感じ取れなくなる。
熊野鴉衆が長年秘匿してきたが、最近になってぐんぐん神力を増していた。梨於奈を打倒することに固執する猛によって熊野灘から桂川まで持ち込まれる。結果、嵐山のほぼ全域を瘴気で満たして一帯の草木を枯死させるのみならず、サンクチュアリ・黄泉比良坂の崩壊を招くこととなり、イザナミが地上に進出した際に空間歪曲へと姿を変えた。
天叢雲劍（あまのむらくものつるぎ）
建速須佐之男命が八岐大蛇を倒した時、屍の尾から生まれた神刀。刃渡り3尺3寸5分の堂々たる蕨手刀で、諸々の霊験を持つ。ヤマトタケルが草原で焼け死にそうになった時、燃える草を刈り払って逃げ道を作ったという《草薙劍（くさなぎのつるぎ）》の異名の元となった伝承から、何かをまとめて薙ぎ払うのが特に得意技で、地上の全てを切り裂く白銀の“光の刃”を切っ先からレーザー砲のように放って薙ぎ払う能力がある。さらに、八岐大蛇を倒して神刀を得て出雲国の王になった伝説が、鉄と軍事力を力ずくで奪った暗喩とされることから、黒く染めた刀身に8つの紅蓮の焰の蛇をまとわせることで八岐大蛇のパワーを再現することが可能であり、黒い西風を吹かせて敵に砂鉄をこびりつかせ、重みで動きを阻害すると共に呪法封じの霊験によって権能未満の術を無効化する。
神話ではスサノオの姉天照大神に捧げられている。だが、スサノオが地上に召喚された時には、生け贄となった八岐大蛇の、八雷神の稲妻によって赤く融解し焼け残って先端数メートルほどになった尾の残骸の中から出現した。
なお、《ユニバース235》にも別の《天叢雲劍》が存在し、そちらは草薙護堂の権能（相棒）になっている。
天之逆鉾（あまのさかほこ）
神代の昔、泥か油のように海をただよっていた日本の大地を、突き立て、かき回し、日本列島の形を整える時にイザナギ・イザナミ夫婦が使った国生みの神具。別名《天の沼矛（あまのぬほこ）》。鉾とされるが、外見は長い『木の竿』。国生みの神話とは逆に、ととのえた形を崩して“どろどろ”に戻すこともでき、泥沼状にした地面に身を隠し地中を砦とすることも可能である。
また、《ユニバース235》にも別の《天之逆鉾》が存在しており、アレクサンドル・ガスコインが日本から奪って《神祖》グィネヴィアを始末する為に使用している。
海竜王
白蓮王がノアから簒奪した権能《宝船厰》によって創造した巨大な木造船。形は『超巨大な棺』のようで、大きさは《ノアの箱舟》と同じ長さ300キュビト（=133.5メートル）、幅50キュビト（=22.2メートル）、高さ30キュビト（=13.3メートル）と現代地球のタンカーに近いサイズ、武装した兵士が1000人と100名の楽隊が同時に乗り込める。魔法の船なので、マストや帆、櫂のような動力もないのに悠々と海上を進む。甲板には超大型のカタパルトが搭載され、『木製の腕』だけでも40メートルと、サイズも威力も古代ローマ軍が使っていたものの3倍以上を誇る。サイド部分に小型船を係留できる造りになっており、船底部・船腹から甲板に上がるための階段まで設置されている。白蓮王は民草と直に交わるべきではないとして、甲板にわざわざ設えさせた豪奢きわまりない天幕の中に居り、最上等の毛皮、木箱におさめたおびただしい数の宝玉や金塊、鞘や拵えを宝玉で飾り立てられた武具が置かれている。
救世の神刀（きゅうせいのしんとう）
『神殺し』を全滅させるために創られ、エクスカリバー伝承の元になったともされる宇宙最強の武器。至高の格を持つ鋼の英雄だけが振るう資格を持ち、無尽蔵に雷霆を収め、この世の最後に顕れ世界を救うと伝えられる。
終末の器（しゅうまつのうつわ）
アテナが地球壊滅の決め手として使用したスーパーアイテム。器のなかには憎悪、妬み、怒り、不幸、不慮の死、病、災厄、絶望、といった“悪の気”が横溢する灰色の気体が立ちこめていて、呪文を唱えることで、特撮映画の怪獣が5、60匹でも通れそうなほど巨大な簡素な木造の『扉』が顕れ、中からは負のオーラが形をとった、数千匹を超えるドラゴン、巨象ベヘモット、巨鯨リヴァイアサン、天使に似た有翼巨人など、『獣』たちの軍団が出現する。底にはくすんだ緋色で、ほのかに輝く直径60センチメートルほどの卵形の物体が存在する。
その正体とは、パンドラが神々からあずかった神具『パンドラの箱』。『絶対に開けてはならない』という忠告を無視してパンドラが開けてしまったせいで、箱の底に『希望』だけを残してありとあらゆる悪と災禍が飛び出してしまったとされている。パンドラはギリシア神話版の洪水伝説に登場するデュカリオンの叔母にして姑であり、それまで一切の災厄が存在していなかった理想郷を、たかだか親から子への1世代程度で神の怒りを招くほどに荒廃させてしまったことからも、世界を改変させるアイテムであると証明されている。
アテナは生み出された巨獣軍団を神罰の触媒として大洪水と劫火を呼び込んで地球を崩壊させた。さらには蘇生した蓮との再戦で拠点の島の大地と一体化させて、奪うことも動かすこともできないようにしたが、内部から奪われた『希望』より生まれた《パンドラの空箱》に全ての『獣』たちを吸いこまれてしまう。
パンドラの空箱
パンドラの許可を得て、《終末の器》の底から奪った『希望』をリメイクした木箱。長辺が4、50メートルはある長方形の箱で、なかは闇のみが広がる深淵でぽっかりとした空洞になっている。《終末の器》と同じ容れ物であり、蓮の手で災いを呼んだ諸悪の気である終末の獣を収めるために使われ、《ネメシスの因果応報》、『時間』と『歴史』の修正力による支援、《幸いなる聖者の恩寵》の後押し、という3つの要素により、地球上から生命を奪った罪への罰として、発生した無数の小さな光の玉に触れて抵抗もできずに力を失った『獣』たちを、全てなかへ吸いこみ封じ込めた。これにより元々の《終末の器》と遜色ない状態となり、蓮はこれを使って世界の改編をやり直し、地球を崩壊以前の状態まで巻きもどした。

### その他
呪術・魔術
魔術師と呼ばれる存在が使う術。これらを操る才能は『血』に負うところが多いとされ、その筋でない家門から逸材が生まれる可能性はゼロではないがおそろしく低く、父母ともに神秘とかかわる血を『配合』させる方が望ましいという考えが強い。しかし、欧州の各結社の近年の研究で、幼少期からの薫陶による精神世界の醸成、魔道の徒にふさわしい魂の養育といった、血よりも『家風』こそが重要だと判明している。
魔法の燃料は魔力・呪力・気と呼ばれる。それらの生産部位にあたる下腹部は、呪術や気功で『臍下丹田』『チャクラ』と呼ばれる人体の最重要ポイントである。
神殺しの戦闘力を100とした場合、一流の魔術師ではよくても3、4で、1未満の者も多い（半神に匹敵するフルパワーの梨於奈は40）。神や神殺し、神話の英雄はきわめて強力な魔術への耐性を持ち、我が身にかけられた呪詛をはじくことができる。神殺しともなれば、近くに存在する不都合な術をも打ち消せるほどに耐性が強く、『なくてもいい』と念じるだけで人間のまじないなら「風にあおられた綿毛」のようにたやすく打ち砕き、神が使った権能にさえも抵抗できる。
洪水神話
神の怒りで大洪水が起こり、世界が滅びる話。原型は印欧語族の原郷、もしくはそこに近い古代メソポタミアのどこかで成立したと考えられ、インド・ヨーロッパ語族の民族移動によって世界中に流布したイメージである。ギリシア神話の『デュカリオンの洪水』や『トロイア戦争』、北欧神話の『ラグナロク』、旧約聖書の『ノアの箱舟』、メソポタミアのギルガメッシュ叙事詩にある『ウトナピシュティムの箱舟』などが該当し、プラトンが書き記した《アトランティス大陸》もそれらのどれかが元ネタとされる。
「1.人類の存在を許せない神が大洪水を起こす。」「2.しかし事前に知らされていた人間だけが船を造り、洪水を生きのびる。」「3.十数日後に水が引き、生存者は陸に上がり、新生活を始める。」という基本的なパターンに忠実である。ただ、3については『ノアの箱舟』で2カ月ほど、『ウトナピシュティムの箱舟』で20日ほど、『デュカリオンの洪水』では10日ほどと期間に幅がある。“地上の全てが洗い流された新世界”のイメージが最優先されるためか、どの伝承でも当然あるべき『おびただしい数の水死体』は登場せず、リスタートの筋書きありきで『人が水害で死ぬ物語ではなく、世界を改編し、リセットする物語』とも言え、人類は水死するのではなく『消滅した』とも解釈できる。また、旧約・新約聖書の黙示録のような終末伝承では、死んだ人間がみんな復活して『最後の審判』にかけられ、神の国に招かれるか、地獄へ落ちるかが決まるという、より無茶な筋書きになっており、逆にデュカリオンの神話では復活はせず、生き残った夫婦2人が女神テミスの指示で投げた石から人間が『新生』する。
神話の中で洪水が起きた「その後」が描かれることはほとんどない。《サンクチュアリ・ヒューペルボレア》は、その「大洪水のその後」にあたる神話世界である。
また、《終末の器》を手にしたアテナがユニバース492の全てを大水と劫火でつつんで滅亡させた時は、地球が丸ごと洪水神話を再現する一種の神話世界になり、人類は7、80人を残して全員水か火に包まれて瞬時に消滅し、極点の僅かな陸氷と海氷などを残して陸地はほとんど海に沈む。全ての生命は消滅したため、紺碧に近い青色の海水はきれいに澄みわたり、漂流物も海棲生物も存在せず、水底は砂ばかりだが、崩壊前に都市部があった場所では缶詰や瓶などの地球の物資が沈んでいる。小島程度の陸地はヒューペルボレアにあった『犠牲の獣が生み出す島』と同じものなので、五穀豊穣の祈願をするだけで十分な生活物資を得られるだけの植物と水場が生まれる。星そのものが、自転や公転、地球と太陽の位置関係を一斉無視した状態で、大気圏内の在り方すら変革して空の色自体がどんよりした濃灰色に変わってしまい、最初のうちは太陽は存在しているのに光が全く届かず夜間のように暗くなっていたが、居住に適した島が生まれ始めると空は瑠璃色に染まり、ときおり薔薇色の曙光が入り混じった“彼は誰時”の払暁の空が続くようになる。最終的に、完全なる『朝』を迎えた時に世界の改変が完了するはずだったが、蓮が因果応報の権能と《パンドラの空箱》を使って改変をやり直したことで元通りに巻きもどすことに成功。一部の上位魔術師はぼんやりと終末を覚えているが、一般人は異常気象以外の『この世の終わり』のことを忘れてしまい、霊感のすぐれた人が夢に視る程度となっている。
ヒーローズ・ジャーニー（Hero’s Journey）
神話学の用語で、「主人公は天命を受けて旅立ち、師匠やライバルと巡り会い、未知の世界へたどり着いて、試練を乗り越えた末に英雄になる」という物語の構造のこと。折口信夫風に言えば貴種流離譚。世界各地の神話で“よくある物語”で、ヘラクレスやヤマトタケルの冒険譚がこれに該当する。
『サンクチュアリ・ヒューペルボレア』の地下（冥府）では、この物語がほとんど自動的に繰り返されており、冥府帰りを果たした者はそれまでよりも明らかに力が増す。

## 作風とテーマ
神話世界と呼ばれる異世界を旅してその筋書きの改編を試みるという内容で、作者の前作『カンピオーネ!』とは異なる並行世界を舞台にした《神殺し》の戦いを描いており、一部の神々は前作と同名の別神という形で登場している。一方で、次元移動設定を使って前作のキャラクターが登場したり、関係者が絡んでいたりと事実上の続編と言っていい間柄でもある。作品テーマは旅と神話、裏テーマはマルチバース。

## 既刊一覧
- 丈月城（著） / BUNBUN（イラスト） 『神域のカンピオーネス』 集英社〈ダッシュエックス文庫〉、全5巻
  1. 「トロイア戦争」2017年12月27日第1刷発行（12月22日発売[35]）、ISBN 978-4-08-631222-6
  2. 「ラグナロクの狼」2018年3月28日第1刷発行（3月23日発売[36]）、ISBN 978-4-08-631235-6
  3. 「黄泉比良坂」2018年8月29日第1刷発行（8月24日発売[37]）、ISBN 978-4-08-631258-5
  4. 「英雄界ヒューペルボレア」2018年12月26日第1刷発行（12月21日発売[38]）、ISBN 978-4-08-631281-3
    - 「限定版」2018年12月26日第1刷発行（12月21日発売[39]）、ISBN 978-4-08-631264-6

  5. 「黙示録の時」2019年7月30日第1刷発行（7月25日発売[40]）、ISBN 978-4-08-631317-9